# Saison 2011-2012 du Stade Malherbe Caen
Vous lisez un « bon article » labellisé en 2013.
Maillots
Chronologie
Saison précédente Saison suivante
La saison 2011-2012 du Stade Malherbe de Caen est la treizième de l'histoire du club bas-normand en première division du championnat de France, la deuxième consécutive au sein de l'élite du football français. C'est aussi la quatre-vingt-huitième de l'histoire du club.
L'équipe est dirigée pour la septième saison consécutive par Franck Dumas, un ancien joueur du club, qui occupe le poste d'entraîneur depuis mai 2005, tandis que le club est présidé par Jean-François Fortin depuis 2002. L'objectif déclaré en début de saison est d'obtenir un maintien plus tranquille que la saison précédente.
Le Stade Malherbe réalise un relativement bon début de saison, puisque les Normands se trouvent au neuvième rang en championnat au bout de treize journées, avec dix-huit points. La suite est plus difficile : Caen traverse trois mois sans gagner le moindre match de championnat et plonge en deuxième partie de tableau. Malgré une embellie en février, Caen continue de s'enfoncer et devient relégable pour la première fois de la saison à l'issue de la 30e journée. Les joueurs se reprennent en fin de saison et semblent pouvoir réaliser l'objectif de début de saison alors qu'ils comptent quatre points d'avance sur le premier relégable à trois journées de la fin. Caen termine le championnat par trois défaites lors des trois dernières journées qui plongent l'équipe à la dix-huitième place. Le Stade Malherbe est relégué alors qu'il n'a connu la zone de relégation que lors de deux journées.
Parallèlement, en Coupe de France, Caen est éliminé dès son entrée en lice à domicile par Troyes, futur promu en L1, tandis qu'en Coupe de la Ligue, l'équipe passe deux tours avant d'être écartée par l'Olympique de Marseille, futur vainqueur.
Cette saison décevante coûte sa place d'entraîneur à Franck Dumas, remplacé en juin 2012 par son adjoint Patrice Garande.

## Avant-saison
Le Stade Malherbe de Caen commence la saison après avoir fini la saison précédente à la quinzième place après avoir lutté jusqu'à la dernière journée pour se maintenir puisque Caen était dix-huitième au classement six journées avant la fin du championnat. Le président Jean-François Fortin annonce que « l'objectif du Stade Malherbe sera bien évidemment le maintien [en Ligue 1] » et pense que l'équipe « réalisera un meilleur parcours que celui de la saison passée ». Pour sa part, le capitaine caennais Nicolas Seube estime que l'équipe est « pas moins forte ni plus forte » que la saison précédente.
L'entraîneur Franck Dumas est confirmé à son poste par le président avant même la fin du championnat précédent. Le club souhaite renforcer le groupe, en le faisant passer de 23 à 25 joueurs professionnels. Le budget du club est de 32 millions d'euros, il est donc équivalent à celui de la saison précédente (31 millions d'euros).
L'option d'achat du Monégasque Yohan Mollo, en prêt à Caen la saison précédente, n'est pas levée du fait de son montant relativement élevé (environ 8 millions d'euros). Il partira cependant au Grenade CF pour un million d'euros. Julien Toudic et Livio Nabab reviennent de leurs prêts respectifs au Stade de Reims et au Stade lavallois, mais le premier signe dans la foulée au RC Lens contre une indemnité d'environ 600 000 euros. Cinq joueurs sont en fin de contrat : les défenseurs Grégory Leca, Alexandre Raineau, Romain Inez, Pablo Barzola et le milieu défensif Ismaïlä N'Diaye. Le premier prolonge son contrat de deux saisons, le deuxième de trois ans et le troisième se voit offrir une prolongation qu'il refuse afin de signer à Châteauroux. Les deux derniers ne sont pas conservés. N'Diaye signe au KV Courtrai tandis que Barzola signe trois ans dans son club formateur d'Argentinos Juniors. Quelques jeunes joueurs issus du centre de formation quittent le club : Dilan Pivard s'engage à Bergerac, Nicolas Melet signe au Stade olympique romorantinais tandis qu'Alexandre Vardin part à l'US Quevilly. Alexis Thébaux est lui courtisé par le Paris Saint-Germain pour être la doublure de Nicolas Douchez et admet que « le PSG l'intéresse énormément ». Finalement, l'arrivée de Salvatore Sirigu à Paris met fin à cette hypothèse et le joueur dit qu'« un joueur pro a envie de connaître au moins une fois un grand club [...] Aujourd'hui, je suis malherbiste et très très fier de l'être comme je l'ai déjà dit à maintes reprises. ». Thébaux prolonge par la suite son contrat qui expirait en juin 2012 de deux années supplémentaires.
La première recrue est l'ailier gauche franco-gabonais Frédéric Bulot, en fin de contrat à l’AS Monaco, son club formateur. Il signe un contrat de trois ans. Le seul bon de sortie de l’effectif est accordé à Youssef El-Arabi, auteur de 17 buts la saison précédente, partant en cas de d'offre financière conséquente. L'indemnité doit permettre d'engager l'attaquant international Pierre-Alain Frau.

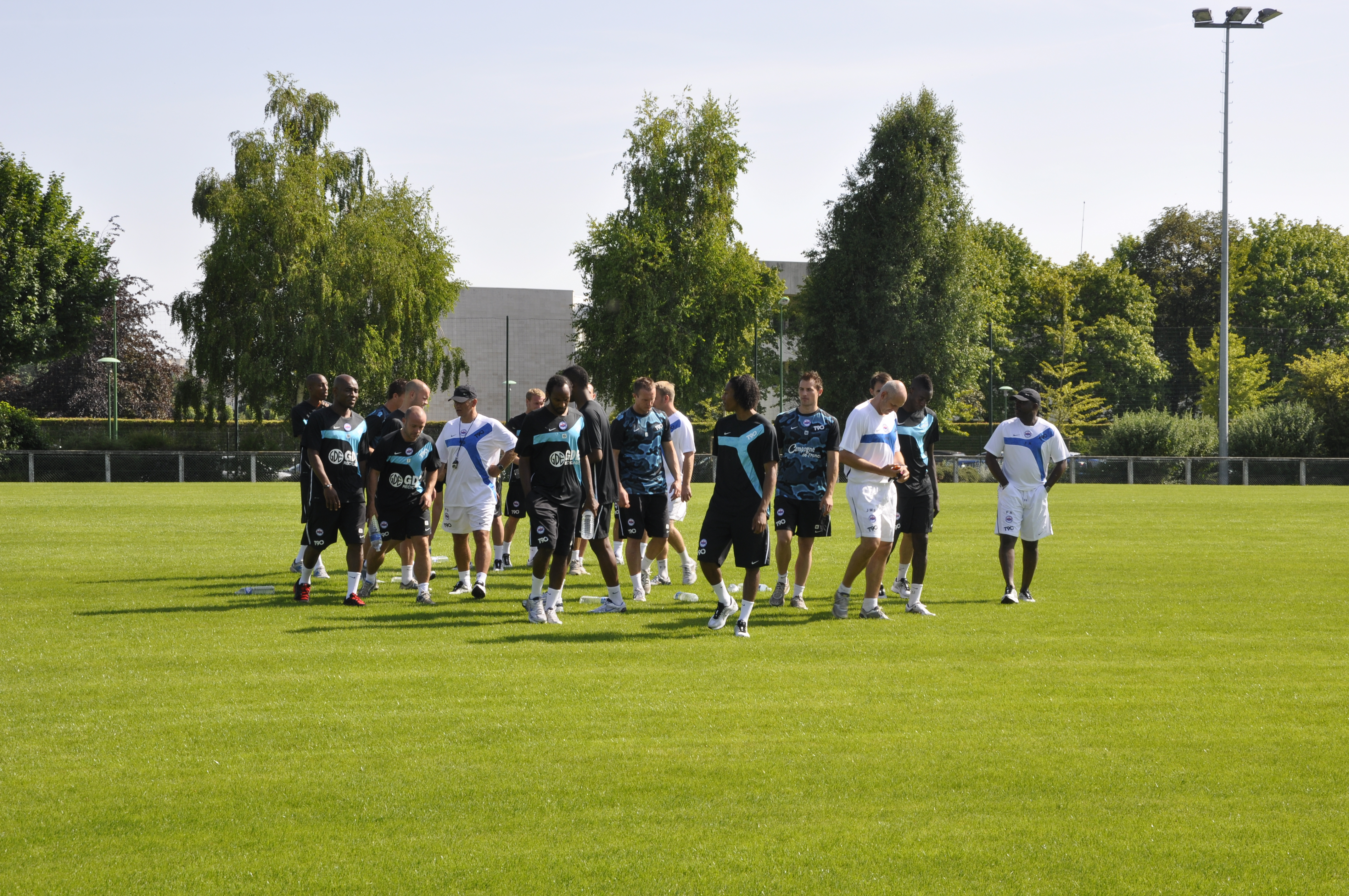
Le groupe lors du premier entraînement

Caen reprend l'entraînement le 27 juin avec deux nouveaux professionnels issus du centre de formation Émeric Dudouit et Molla Wagué.
Pour sa part, Lenny Nangis dispute la Coupe du monde de football des moins de 17 ans avec l'équipe de France des moins de 17 ans de football. Il y dispute quatre matchs. Il effectue deux passes décisives lors du premier match de poule contre l'Argentine (victoire 3-0) puis il marque un but en huitième de finale face à la Côte d'Ivoire avant de se faire expulser (victoire 3-2). Il manque donc le quart de finale face au pays organisateur et futur vainqueur qu'est le Mexique (1-2).
Le club effectue son stage de préparation du 3 au 14 juillet à Vichy. Pierre-Alain Frau venu visiter les installations dès la reprise de l'entraînement participe à ce stage.
Le Stade Malherbe a inclus dans son calendrier cinq matchs de préparation. Ces matchs ont pour adversaires le Clermont Foot, Le Havre AC dans le cadre du Trophée des Normands, l'AS Cherbourg, l'US Quevilly et le Stade brestois.
Le stage de Vichy est entrecoupé d'un match amical gagné face à Clermont Foot, équipe de Ligue 2 sur le score de trois buts à zéro. Le 13 juillet, le transfert de l’international marocain El-Arabi à Al-Hilal (en Arabie saoudite) est officialisé, contre une indemnité estimée à un peu plus de 7 millions d'euros ce qui permet à Caen de faire signer Frau pour une durée de trois ans. Le défenseur latéral du Lille OSC Jerry Vandam, initialement prévu à Châteauroux est prêté pour la saison ce même jour. Il explique sa volte-face en disant que « le challenge de Caen était le meilleur pour [lui] ». Le 14 juillet, de retour de stage, dans le désormais traditionnel Trophée des Normands, Malherbe dispose 3-2 du Havre (Ligue 2) et reprend le trophée perdu l'année précédente.
Entre le 15 et le 19 juillet, trois joueurs Fayçal Fajr, Yannick M'Boné et Ibrahima Tandia en provenance respectivement de Fréjus Saint-Raphaël, de l'Apéjes Yaoundé et du FC Sochaux signent leur premier contrat professionnel à Malherbe pour une durée de trois ans. Toutes les recrues ainsi que l'ensemble de l'effectif professionnel est présenté au Stade Michel-d'Ornano le 19 juillet devant 1 500 spectateurs. Caen dispute ensuite deux matchs amicaux contre deux équipes de National, l'AS Cherbourg et l'US Quevilly conclus respectivement par un nul (1-1) et une victoire (2-1) avant le dernier match amical (le seul contre une équipe de Ligue 1) joué contre le Stade brestois 29. Il s'achève par la seule défaite en match de préparation de Caen (1-2). Finalement, Caen marque 10 buts lors de ces cinq matchs dont trois par Pierre-Alain Frau qui est le meilleur buteur de la pré-saison.
Le 1er août, soit cinq jours avant le début de saison, Thibault Moulin est prêté un an sans option d'achat à Châteauroux. Ce prêt s'inscrit pour lui « dans une progression logique ». Il espère aussi « [acquérir] de l'expérience et être encore plus performant » à Châteauroux puisqu'à Caen « le coach ne pouvait [...] me proposer que des morceaux de match ».

### Tableau des transferts
| Nom                | Nationalité | Transfert                                            | Provenance/Destination | Division                |
| ------------------ | ----------- | ---------------------------------------------------- | ---------------------- | ----------------------- |
| Arrivées           |             |                                                      |                        |                         |
| Frédéric Bulot     | France      | Fin de contrat                                       | AS Monaco              | Ligue 1                 |
| Pierre-Alain Frau  | France      | Fin de contrat                                       | Lille OSC              | Ligue 1                 |
| Fayçal Fajr        | France      | Fin de contrat                                       | Fréjus Saint-Raphaël   | National                |
| Ibrahima Tandia    | France      | Premier contrat professionnel                        | FC Sochaux             | Ligue 1                 |
| Yannick M'Boné     | Cameroun    | Premier contrat professionnel                        | APEJES de Mfou         | Division 2              |
| Émeric Dudouit     | France      | Premier contrat professionnel                        | SM Caen B              | CFA                     |
| Lenny Nangis       | France      | Premier contrat professionnel                        | SM Caen B              | CFA                     |
| Molla Wagué        | France      | Premier contrat professionnel                        | SM Caen B              | CFA                     |
| Julien Toudic      | France      | Fin du prêt                                          | Stade de Reims         | Ligue 2                 |
| Livio Nabab        | France      | Fin du prêt                                          | Stade lavallois        | Ligue 2                 |
| Jerry Vandam       | France      | Prêt sans option d'achat                             | Lille OSC              | Ligue 1                 |
| Départs            |             |                                                      |                        |                         |
| Youssef El-Arabi   | Maroc       | Transfert (7 millions d'euros)                       | Al-Hilal               | Ligue d'Arabie saoudite |
| Sambou Yatabaré    | Mali        | Transfert (1 million d'euros)                        | AS Monaco              | Ligue 2                 |
| Julien Toudic      | France      | Transfert (600 000 €)                                | RC Lens                | Ligue 2                 |
| Ismaïlä N'Diaye    | France      | Fin de contrat                                       | KV Courtrai            | Division 1              |
| Pablo Barzola      | Argentine   | Fin de contrat                                       | Argentinos Juniors     | Primera División        |
| Romain Inez        | France      | Fin de contrat                                       | Châteauroux            | Ligue 2                 |
| Rajiv van La Parra | Pays-Bas    | Résiliation de contrat                               | Heerenveen             | Eredivisie              |
| Yohan Mollo        | France      | Fin du prêt avec option d'achat (8 millions d'euros) | AS Monaco              | Ligue 2                 |
| Thibault Moulin    | France      | Prêt sans option d'achat                             | Châteauroux            | Ligue 2                 |
| Damien Marcq       | France      | Prêt avec option d'achat                             | Dijon                  | Ligue 1                 |

## Récit de la saison sportive

### Deux victoires pour commencer
| J.                                                       | Rencontre  | Rencontre | Rencontre    | Place   |
| -------------------------------------------------------- | ---------- | --------- | ------------ | ------- |
| 1                                                        | SM Caen    | 1-0       | Valenciennes | 6e (+3) |
| 2                                                        | FC Sochaux | 1-2       | SM Caen      | 3e (+5) |
| Légende : ( ) = écart en point sur le premier relégable. |            |           |              |         |

Le premier match officiel de la saison de Caen se déroule le 6 août à domicile face au Valenciennes FC dans le cadre du championnat. Avant ce match, Caen reste sur une série de sept défaites en Ligue 1. Trois des recrues caennaises démarrent le match : Jerry Vandam, Frédéric Bulot et Pierre-Alain Frau. Les valenciennois dominent le début de match mais ce sont les Normands qui ouvrent le score à la suite d'une frappe lointaine de Grégory Proment (34e minute) qui dira après le match qu'il a « eu beaucoup de chance ». Caen a alors plusieurs occasions de faire le break par l'intermédiaire de Hamouma et Bulot mais ne se met pas définitivement à l'abri. À la 88e minute, Rémi Gomis (formé à Caen) effectue une tête qu'Alexis Thébaux repousse sur la barre transversale. Le score ne bouge plus et Caen conserve cette victoire 1-0. Franck Dumas reconnaît après le match que « le nul aurait été plus logique » tandis que l'entraîneur des visiteurs Daniel Sanchez regrette le manque d’efficacité de ses joueurs.

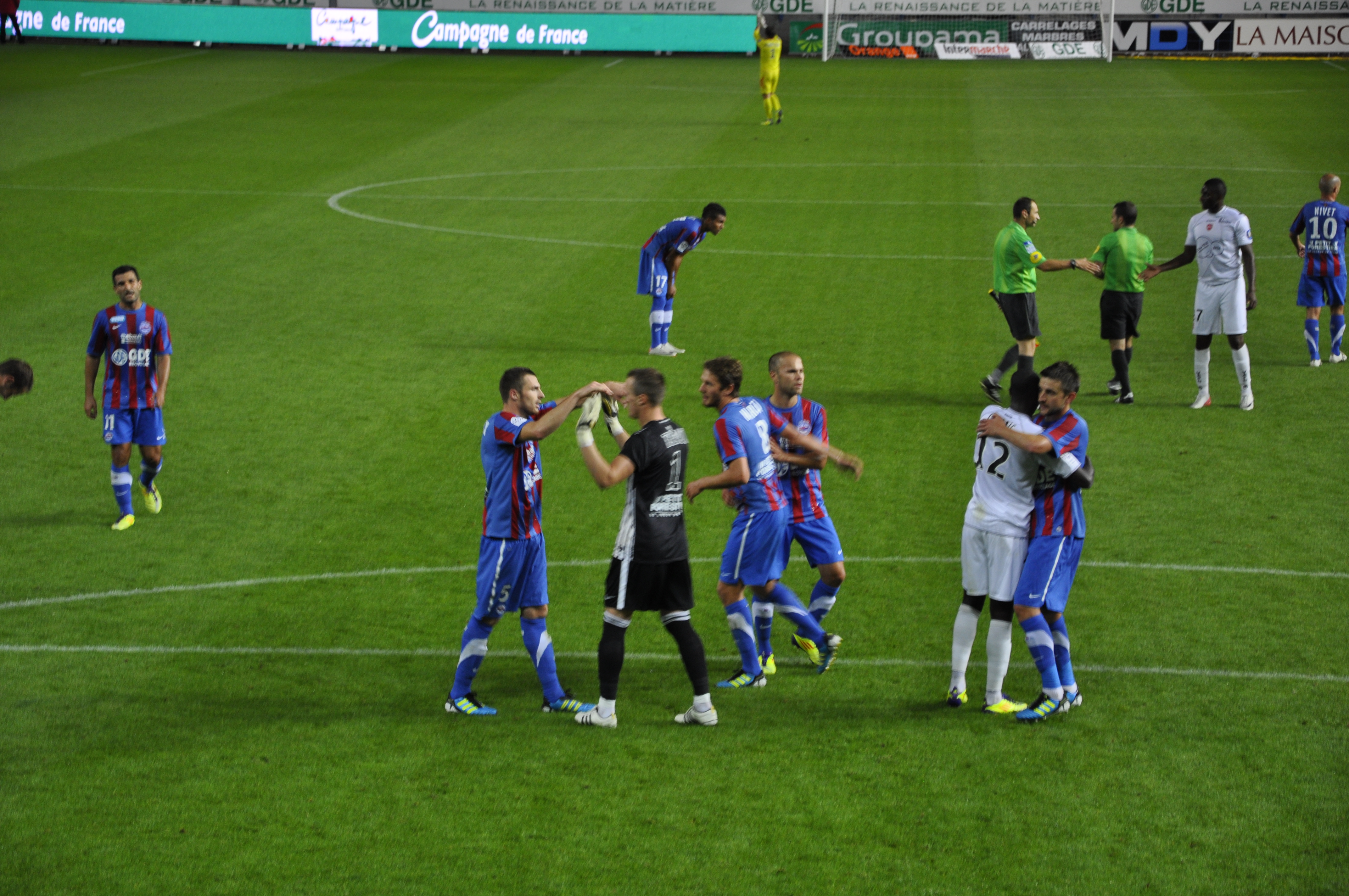
Fin de match contre Valenciennes

Une semaine après, Malherbe effectue un déplacement à Sochaux où il ne s'est jamais imposé en onze rencontres de Ligue 1. Ce match est marqué par le refus du buteur sochalien Modibo Maïga de jouer ce match, lui qui souhaite rejoindre Newcastle. Caen réalise une bonne première mi-temps, puisque Frau se crée la première occasion à la 3e minute et que Romain Hamouma ouvre le score sur une contre-attaque au quart d'heure de jeu. Bulot a deux occasions de creuser l'écart mais Teddy Richert (25e) et le poteau (40e) l'en empêche. La seconde mi-temps voit le réveil des lionceaux qui mettent Thébaux à contribution (50e, 56e, 60e et 64e). Sur une de leurs rares actions en seconde période, Hamouma récupère le ballon dans les pieds de Ryad Boudebouz, effectue un centre contré qui arrive sur Kandia Traoré qui remet de la tête sur Frau qui tire instantanément à l'entrée de la surface. Le tir contré par Damien Perquis bat Richert ce qui permet aux rouge et bleu de faire le break (67e). Il est à noter que les trois joueurs caennais impliqué sur ce but sont tous des anciens sochaliens puisque Hamouma et Frau pour son 300e match en Ligue 1, ont été formés en Franche-Comté et que Kandia Traoré y a joué en 2008. Perquis qui sur un corner à la 80e minute expédie sa tête sur la barre transversale. Caen réplique par Benjamin Nivet qui tire sur le poteau à la 85e minute. Caen semble se diriger tranquillement vers la victoire lorsqu'un corner de Marvin Martin repoussé par Thébaux permet à Ryad Boudebouz de réduire l'écart à la 93e minute. Les sochaliens ont failli dans la foulée égaliser, mais Thébaux arrête la frappe à bout portant de Yassin Mikari dans les ultimes secondes du match. Caen l'emporte donc 2-1. C'est le deuxième victoire en autant de matchs disputés. À noter que c'est la deuxième fois de l'histoire du club que cela arrive après la saison précédente. Mécha Baždarevic, l'entraîneur sochalien regrette l'absence de « [son] meilleur attaquant [Modibo Maïga] » et pense que son équipe n'a pas été « au niveau sur les vingt premières minutes » tandis que Franck Dumas admet qu'« un match nul nous aurait satisfait. On prend trois points, c'est encore mieux. » et que les « trois points qui [lui] paraissent plutôt logiques ».

### Trois défaites consécutives
| J.                                                       | Rencontre        | Rencontre | Rencontre            | Place    |
| -------------------------------------------------------- | ---------------- | --------- | -------------------- | -------- |
| 3                                                        | SM Caen          | 1-2       | LOSC Lille Métropole | 4e (+5)  |
| 4                                                        | Stade rennais FC | 3-2       | SM Caen              | 10e (+4) |
| CL 16e                                                   | SM Caen          | 3-2       | Stade brestois 29    |          |
| 5                                                        | SM Caen          | 0-1       | Toulouse FC          | 13e (+4) |
| Légende : ( ) = écart en point sur le premier relégable. |                  |           |                      |          |

Avant la réception du LOSC, Lenny Nangis paraphe son premier contrat professionnel le 18 août. Ce troisième match de la saison est joué sans Pierre-Alain Frau (non prolongé la saison précédente par le club nordiste) claqué pendant l'échauffement. Les lillois dominent la première période puisque Thébaux doit repousser deux actions dangereuses de Moussa Sow (16e) et Dimitri Payet (38e). De plus, il est suppléé trois fois par ses montants, à la 19e minute sur une tête de Florent Balmont et à la 36e minute sur deux tirs consécutifs de Payet et Eden Hazard qui touchent respectivement le poteau et la barre transversale. M'Baye Niang titulaire de dernière minute se procure deux occasions mais ses tirs finissent loin des cages de Mickaël Landreau (7e et 24e). Les nordistes arrivent finalement à ouvrir le score à la 69e minute sur un centre d'Hazard que reprend Benoît Pedretti. Thébaux est encore mis à contribution (83e, 85e) mais ne peut empêcher le deuxième but lillois consécutif à une contre-attaque conclue par Mathieu Debuchy sur une passe de Ludovic Obraniak entré dix minutes auparavant (88e minute). Le match semble joué, mais à la 90e minute, un centre de Nicolas Seube est détourné de la main par Obraniak. Benjamin Nivet transforme le penalty qui est le premier tir cadré normand de la partie. Caen fait alors le siège du but lillois et sur un coup franc dans les dernières secondes, Nivet reprend la balle de la tête que Landreau repousse dans les pieds de Seube. La balle est alors sauvée sur la ligne par Ronny Rodelin. Ainsi, Caen concède sa première défaite de la saison en s'inclinant 1-2 ce qui termine la série d'invincibilité caennaise de 9 matchs sans défaite (record du club égalé) commencée le 24 avril. Les caennais tirent tout de même du positif de cette défaite selon Jérémy Sorbon « C'est une belle défaite » et Thomas Heurtaux « Il faut qu'on continue sur notre lancée. On a quelque chose à faire cette saison ».
Deux jours avant le match disputé à Rennes, le Néerlandais Rajiv van La Parra résilie son contrat en accord avec le club. Le joueur qui avait signé un contrat de quatre ans en juin 2008 n'aura joué que 18 matchs (5 titularisations) pour un but en trois ans de présence au club où il aura surtout joué avec la réserve (48 matchs pour 6 buts). Il s'engage par la suite au Sportclub Heerenveen. Ce match à Rennes est marquée par une première mi-temps catastrophique des normands qui encaissent un but de Razak Boukari dès la cinquième minute. Cinq minutes plus tard, Jirès Kembo-Ekoko accroche Alexandre Raineau dans la surface, mais le gardien rennais Benoît Costil (formé à Caen) arrête le penalty de M'Baye Niang. À la 41e minute, Jonathan Pitroipa offre le deuxième but rennais à Kembo-Ekoko. Les rennais aggravent la marque juste avant la mi-temps par l'intermédiaire du capitaine Kader Mangane à la suite d'un coup franc de Julien Féret. Deux buts caennais de Heurtaux et Frédéric Bulot (auteurs chacun de leur premier but en Ligue 1) autour de l'heure de jeu (58e et 61e redonnent espoirs à Caen mais plus rien n'est marqué et les rouge et bleu s'inclinent donc 3-2. À signaler également, les premières apparitions sous le maillot du club de Fayçal Fajr et d'Ibrahima Tandia.

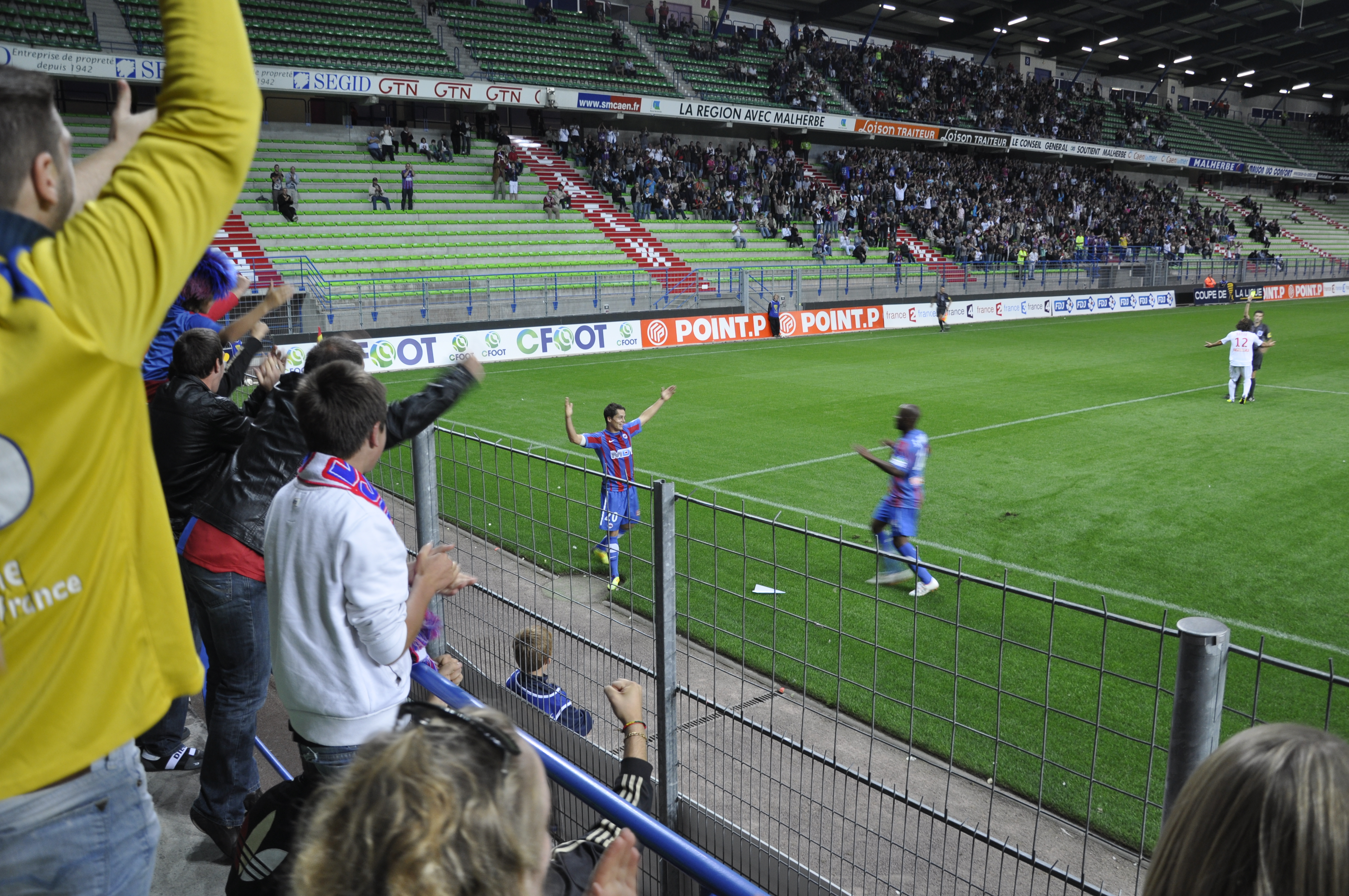
Hamouma célèbre son but face à Brest

Le 29 août, Riffi Mandanda, le quatrième gardien du club est prêté au Tarbes Pyrénées Football, club de CFA afin « d'accumuler les matchs ». Lors du dernier jour du mercato, le 31 août, Damien Marcq est prêté pour une saison avec option d'achat au Dijon FCO tandis que Sambou Yatabaré est transféré à l'AS Monaco en échange d'une indemnité évaluée à un million d'euros. Ce 31 août 2011, est également le théâtre du 16e de finale de Coupe de la Ligue face au Stade brestois 29. Privé notamment de M'Baye Niang et Frédéric Bulot retenus en équipe de France espoirs, le Stade Malherbe dispute ce match avec une équipe remaniée puisque Ibrahima Tandia, Yannick M'Boné, Lenny Nangis, Thomas Bosmel et Branko Lazarevic disputent leur premier match de la saison à cette occasion ; pour les trois premiers joueurs cités, ce match est le premier avec l'équipe fanion. Les caennais commencent mal ce match en prenant un but de Nolan Roux dès la 14e minute à la suite d'un centre de Benoît Lesoimier. Fajr auteur de plusieurs occasions dangereuses (4e, 18e) égalise à la 35e minute grâce à un centre rentrant qui surprend le portier brestois Lionel Cappone. Dans la foulée, Kandia Traoré à la suite d'un centre de Fajr expédie sa tête sur la barre transversale (37e). En début de seconde mi-temps, Hamouma (47e) et Nangis (48e) manquent l'opportunité d'inscrire un but. À la 56e minute, Hamouma lancé en profondeur par Fajr bat Cappone puis manque le but de break quelques minutes plus tard (65e). Nolan Roux égalise à la 79e minute à la suite d'n centre de Bruno Grougi qui avait failli revenir dans son club formateur quelques semaines plus tôt. On semble se diriger alors vers la prolongation, quand à la 88e minute, Kandia Traoré donne un avantage définitif à Caen à la suite d'une passe en retrait d'Hamouma. Caen avec cette victoire 3-2 se qualifie donc pour les huitièmes de finale. Il est à noter que ce match est marqué par le début de la grève des encouragements du Malherbe Normandy Kop, le principal groupe de supporters du club qui est dû au fait que le club se soit porté partie civile dans une affaire judiciaire condamnant un supporter à deux ans d’interdiction de stade et 1 000 € d’amende. Le Malherbe Normandy Kop dénonce également « une atmosphère de tension et [un] climat policier », « les tarifs prohibitifs des places et des abonnements » et « les activités [du MNK] rendues impossibles à Caen ».
Après la trêve internationale, Caen reçoit le Toulouse FC. Après une première mi-temps pauvre en occasions de part et d'autre, les toulousains se procurent plusieurs situations de but par l'intermédiaire de Franck Tabanou (46e) et Umut Bulut (57e et 58e). Les caennais se contentent d'une tête de Nivet sur corner (75e) sauvé par Bulut devant la ligne de but. Les Normands pensent tout de même tenir le nul 0-0 jusqu'au but à la 93e d'Étienne Capoue. Cette défaite 1-0 est la troisième consécutive en championnat dans un match où Malherbe n'aura pas cadré un tir. Franck Dumas dit que « nous n'avons pas été bons » et que si « dans ce match on aurait jamais marqué... on n'a pas le droit de le perdre ».

### Sept points en une semaine
| J.                                                       | Rencontre                | Rencontre | Rencontre          | Place    |
| -------------------------------------------------------- | ------------------------ | --------- | ------------------ | -------- |
| 6                                                        | AJ Auxerre               | 1-1       | SM Caen            | 11e (+3) |
| 7                                                        | SM Caen                  | 1-0       | Olympique lyonnais | 8e (+5)  |
| 8                                                        | Évian Thonon Gaillard FC | 2-4       | SM Caen            | 8e (+7)  |
| Légende : ( ) = écart en point sur le premier relégable. |                          |           |                    |          |

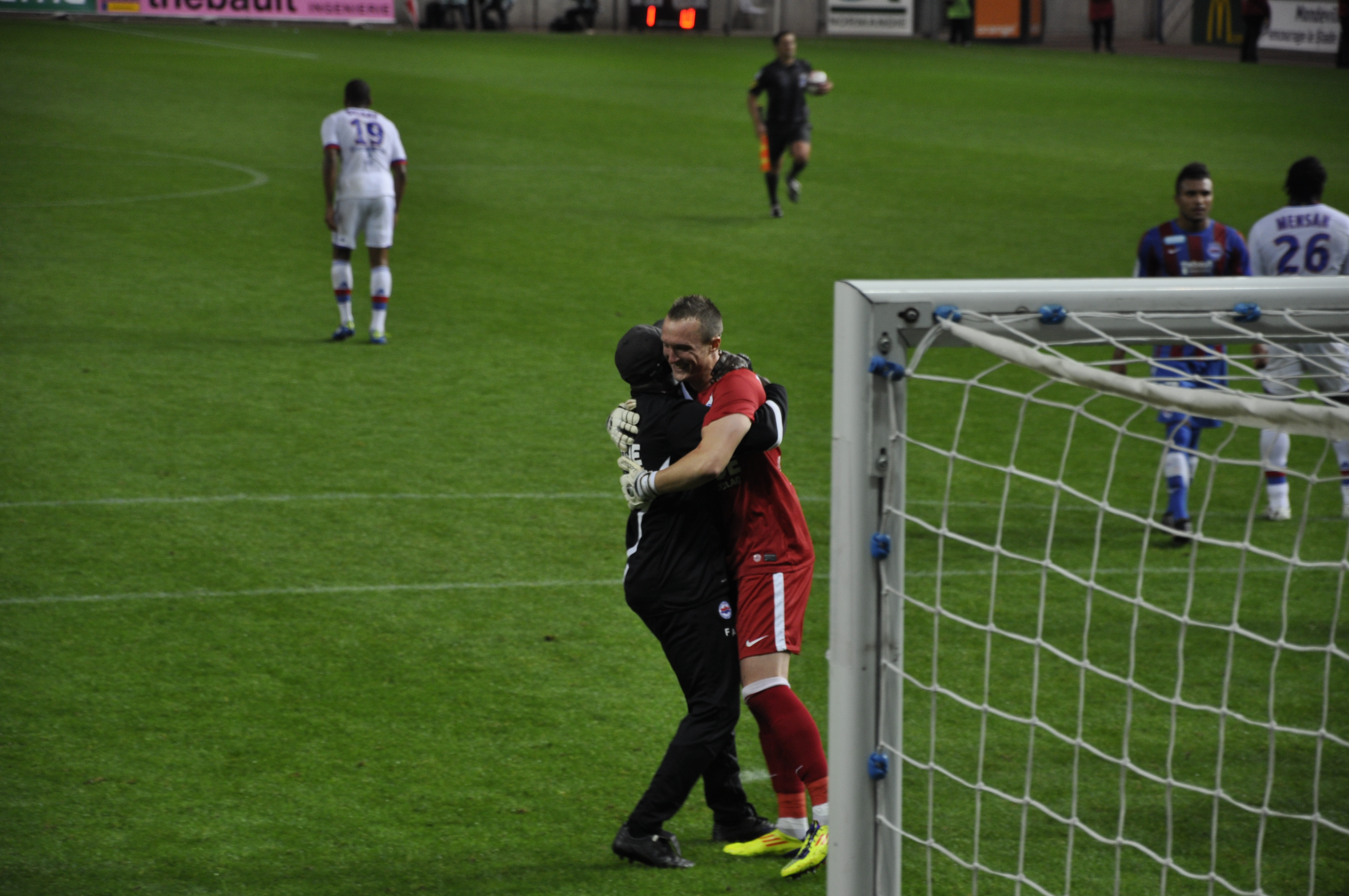
Pape Fall félicite Alexis Thébaux après la victoire face à Lyon.

Lors de la 6e journée, Caen se déplace au Stade de l'Abbé-Deschamps, antre de l'AJ Auxerre qui ne lui a guère réussi par le passé car le club n'y a obtenu que deux nuls en douze matchs. Après une occasion de Frau, les icaunais par l'intermédiaire d'Alain Traoré et Dennis Oliech tirent sur la barre transversale à dix secondes d'intervalle. À la 32e minute, Édouard Cissé trouve Issam Jemâa qui marque son premier but sous son nouveau maillot, lui qui avait été joueur de Caen en 2007-2008. Juste avant la mi-temps, Kandia Traoré adresse un centre en retrait vers Benjamin Nivet qui marque d'un plat du pied droit face à son club formateur. Après une deuxième mi-temps où les deux équipes cherchent avant tout à ne pas perdre mis à part une tête de Jemâa ratée, à six mètres des buts, les deux équipes se séparent sur le score de 1-1 qui arrête la série de trois défaites en championnat de Caen et qui garde intacte la série d'invincibilité d'Auxerre (cinq matchs).
Le mercredi suivant, Malherbe reçoit le nouveau leader du championnat l'Olympique lyonnais, qui a également la particularité d'être la seule équipe invaincue en Ligue 1. À l'image du précédent match à domicile disputé face à Toulouse, il ne passe quasiment rien lors de la première période de ce match (hormis un coup franc de Michel Bastos sur le poteau à la 38e minute), jusqu'à la 43e minute et une passe en profondeur de Nivet vers Romain Hamouma, qui est fauché par Hugo Lloris à l'entrée de la surface. Le gardien international est expulsé pour cette faute, qui vaut en plus un penalty. C'est le deuxième carton rouge de la carrière de Lloris. Nivet bat Rémy Vercoutre le deuxième gardien lyonnais entré à la place de Bafétimbi Gomis. La deuxième mi-temps est sur les mêmes bases que la première et est marquée par l'expulsion de Nivet à la suite d'une faute sur Gonalons qui lui vaut un deuxième carton jaune à la 62e minute. En fin de match, Alexis Thébaux effectue son premier arrêt du match à la suite d'un nouveau coup franc dangereux de Bastos avant de repousser de la tête dans les arrêts de jeu une frappe à bout portant d'Alexandre Lacazette. Caen s'impose donc 1-0 sur son seul tir cadré du match et remonte à la 8e place du classement. Ce match est disputé dans un stade toujours marqué par la grève des supporters. Rémi Garde, l'entraîneur lyonnais regrette la première mi-temps où « tout était très calme, et nous encore plus » tandis que Franck Dumas est content de « retrouver le goût de la victoire à domicile ».
Pour terminer cette semaine à trois matchs, Malherbe se rend au Parc des Sports d'Annecy pour disputer la huitième journée de la saison face à l'Évian Thonon Gaillard Football Club, qui dispute sa première saison à ce niveau. Le match débute de manière idéale pour les visiteurs qui ouvrent la marque à la suite d'une frappe de M'Baye Niang de 35 mètres dès la 11e minute. Mais, un quart d'heure plus tard, Lenny Nangis est expulsé à la suite d'un deuxième carton jaune, pour sa première titularisation sous le maillot caennais. Les joueurs d'Evian vont en profiter pour revenir au score puis prendre l'avantage grâce à deux buts de la tête de Cédric Barbosa (34e et 39e minutes). Juste avant la mi-temps, Hamouma, blessé à l'épaule lors d'un choc avec Aldo Angoula, cède sa place à Alexandre Raineau, qui provoque une faute d'Angoula expulsé à son tour pour son deuxième carton jaune. Grégory Proment tire le coup franc, que Thomas Heurtaux effleure et qui finit dans la cage de Stephan Andersen. Deux buts partout à la mi-temps dans ce match qui va basculer grâce à l'entrée de Frédéric Bulot (59e) qui marque un but en solitaire (69e) et adresse une passe décisive vers Kandia Traoré qui venait d'entrer deux minutes plus tôt (72e) pour porter le score à 4-2 en faveur de Caen. Dans ce match, Caen aura fait preuve de réalisme (9 tirs dont 6 cadrés) alors que le club d'Evian aura eu la balle 63 % du temps. Caen conserve sa huitième place au classement avec 13 points en huit matchs, les Normands réalisant leur deuxième meilleure performance après huit journées.

### Un mois d'octobre maussade
| J.                                                       | Rencontre           | Rencontre | Rencontre              | Place    |
| -------------------------------------------------------- | ------------------- | --------- | ---------------------- | -------- |
| 9                                                        | SM Caen             | 1-1       | OGC Nice               | 8e (+7)  |
| 10                                                       | Stade brestois 29   | 1-1       | SM Caen                | 8e (+7)  |
| 11                                                       | SM Caen             | 1-3       | Montpellier Hérault SC | 9e (+6)  |
| CL 8e                                                    | AJ Auxerre          | ap 1-2    | SM Caen                |          |
| 12                                                       | Paris Saint-Germain | 4-2       | SM Caen                | 10e (+5) |
| Légende : ( ) = écart en point sur le premier relégable. |                     |           |                        |          |

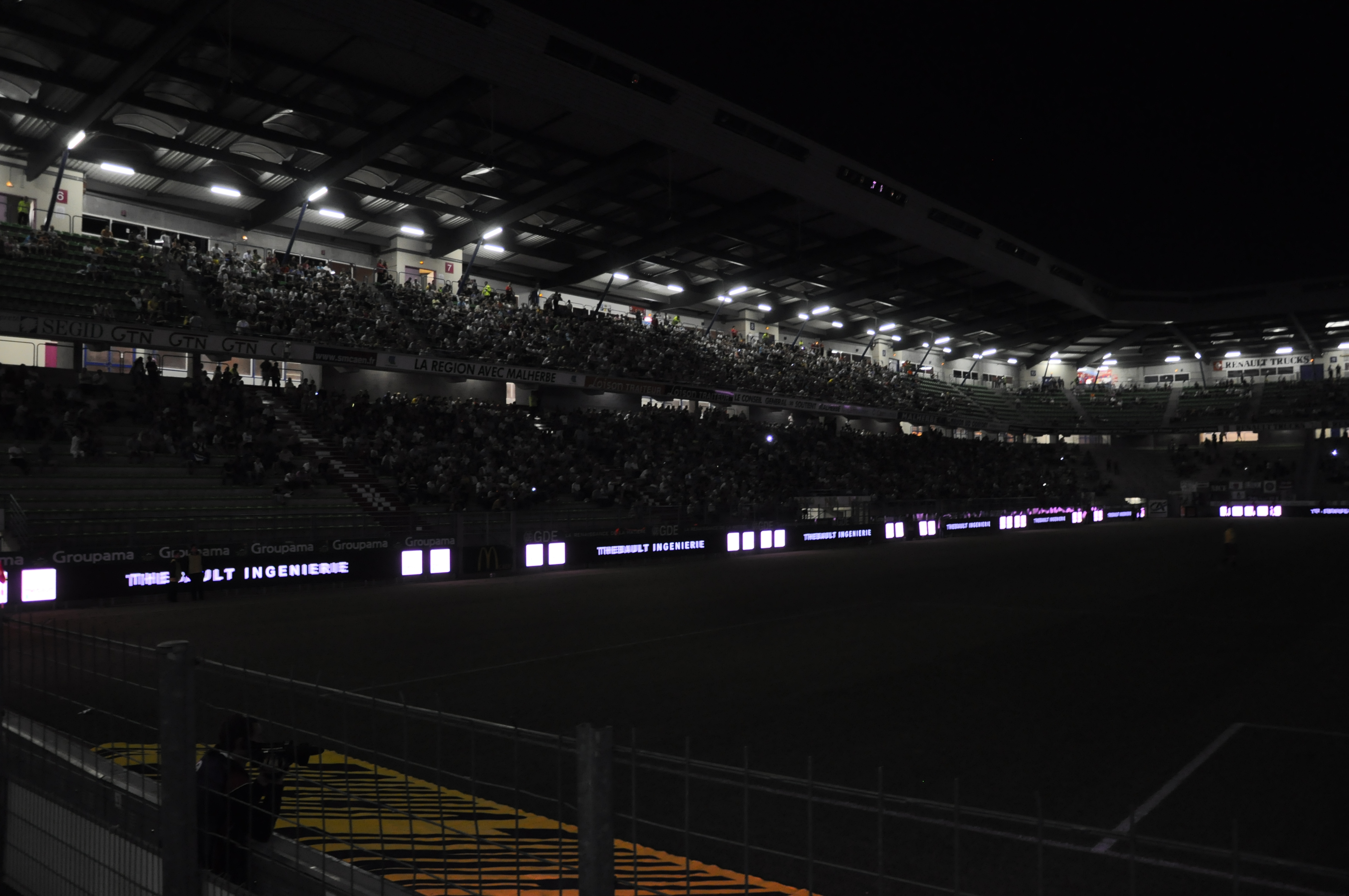
Panne de courant à d'Ornano contre Nice

Avant la trêve internationale, Caen reçoit Nice avec pour objectif d'intégrer le premier tiers du championnat. Les deux équipes se procurent peu d'occasions lors de ce match jusqu'à la 80e minute où Caen ouvre ouvre le score grâce à Pierre-Alain Frau qui profite d'un mauvais contrôle de Renato Civelli consécutif à un centre de Jerry Vandam. Sept minutes plus tard, le match doit être interrompu à la suite d'une panne d'électricité dans le stade. Après un quart d'heure d'interruption, le match reprend. À la 90e minute, Malherbe se dirige vers la victoire, lorsque Nicolas Seube perd le ballon devant la surface de réparation que Franck Dja Djédjé récupère, Émerse Faé s'avance et tire, Alexis Thébaux repousse le ballon sur Éric Mouloungui qui pousse la balle au fond des filets. Caen concède donc le nul sur le score de 1-1.
Pour meubler la trêve internationale, Caen affronte en amical l'Amiens SC, club de Ligue 2. Ce match s'achève sur le score de 1-1, les picards ouvrant le score à la 15e minute par l'intermédiaire de Yoann Touzghar, Caen répondant à la 51e minute grâce à M'Baye Niang.
Pour la reprise du championnat, Caen se déplace à Brest qui n'a pas encore gagné depuis le début de la saison. Les Caennais commencent bien le match, mais ne marque pas. Juste avant la mi-temps, Grégory Leca fait une faute aux dix-huit mètres sur Benoît Lesoimier. Le capitaine brestois, Bruno Grougi (formé à Caen) enroule le coup franc dans la lucarne de Thébaux et ouvre le score. Grougi et Lesoimier vont manquer plusieurs occasions de faire le break pour les locaux qui concèdent l'égalisation à la 85e minute de Thomas Heurtaux qui reprend aux 6 mètres un coup franc de Benjamin Nivet, ce qui permet à Caen de prendre un point dans un match au scénario inverse que celui face à Nice. Ce match porte à onze le nombre de matchs consécutif de Malherbe sans victoire en octobre en Ligue 1.
Pour la 11e journée du championnat, le deuxième du championnat, le Montpellier Hérault, se déplace à d'Ornano. Les Malherbistes commencent bien ce match en se procurant deux occasions par l'intermédiaire de Frau, mais ils vont déchanter rapidement en encaissant deux buts montpelliérains en six minutes (14e et 20e) sur un coup franc de Younès Belhanda repris de la tête par le capitaine Mapou Yanga-Mbiwa et sur un contre conclu par John Utaka. Ces deux buts sont également les deux premiers tirs des visiteurs, dont le second but part d'une faute non sifflée de Garry Bocaly sur Romain Hamouma. Le capitaine caennais, Nicolas Seube écope d'ailleurs d'un carton jaune pour avoir contesté cette décision. Niang (50e minute) et Frau (61e) mettent à contribution Geoffrey Jourdren mais le score n'évolue pas. À la 64e minute, Joris Marveaux est expulsé mais Caen ne parvient pas à trouver la faille, et pire, encaisse un troisième but par Belhanda sur un centre de Bocaly (79e). Sur un penalty accordé pour une faute peu évidente de Jourdren sur Niang, Nivet marque son quatrième but de la saison, son troisième dans cet exercice, ce qui permet à Caen de revenir à 1-3 avec 8 minutes à jouer. L'entraîneur de Montpellier René Girard est expulsé pour avoir contesté cette décision, tout comme Frau à la 87e minute, pour un tacle à retardement qui lui occasionne un deuxième carton jaune. Ce match s'achève par la victoire 3-1 de Montpellier face à des caennais qui concèdent déjà leur troisième défaite à domicile en six matchs joués à la maison.
Quatre jours après cette défaite, Malherbe dispute les huitièmes de finale de la coupe de la Ligue au Stade de l'Abbé-Deschamps d'Auxerre, pour y affronter les hommes de Laurent Fournier, un mois après le match nul 1-1 en championnat. Les deux équipes sont remaniées par rapport à leur match de championnat du week-end précédent (5 changements pour l'AJA et 9 pour Malherbe puisque seuls Jerry Vandam et Grégory Leca sont reconduits). Les auxerrois par l’intermédiaire de Ben Sahar (10e et 20e minutes) se créent les premières occasions mais c'est Caen qui ouvre la marque par Livio Nabab à la suite d'une passe en profondeur de Fayçal Fajr (24e). Cinq minutes plus tard, à la suite d'un ballon perdu au milieu de terrain, Anthony Le Tallec centre pour Ben Sahar qui élimine Alexandre Raineau avant de placer le ballon sous le ventre de Thomas Bosmel qui ne peut repousser le ballon, ce qui permet aux bourguignons d'égaliser. Il ne se passe pas grand-chose jusqu'à la 51e minute et l'expulsion directe du défenseur auxerrois Willy Boly pour une semelle appuyée sur Lenny Nangis. Pourtant, ce sont les icaunais qui vont se procurer les meilleures occasions par Roy Contout qui tire sur la barre transversale (68e) à la suite d'un ballon perdu par Raineau, puis qui rate alors qu'il est seul un face-à-face avec Bosmel, en piquant mal le ballon, qui effleure le poteau (80e). Caen reprend le contrôle des opérations, mais n'arrive pas à marquer. La prolongation est alors inévitable. Contout rate une nouvelle occasion en n'appuyant pas assez sa tête alors que le cadre est grand ouvert (95e), ce qui permet à Bosmel de s'interposer. Yaya Sanogo à la 103e minute voit également sa frappe repoussée par Bosmel, qui voit une frappe d'Adama Coulibaly passer près de son but six minutes plus tard. À l'instar du temps règlementaire, Caen finit mieux la prolongation en se procurant deux occasions par Nabab (112e) et Grégory Proment (115e) mais les deux frappes terminent largement au-dessus du cadre, mais alors que les tirs au but se rapprochent, Hamouma sur côté droit repique dans l'axe, centre de l'angle de la surface de réparation et Nabab tacle le ballon dans le but d'Olivier Sorin (117e). Ce sont ses deux premiers buts en professionnel pour Malherbe. Le score ne bougant plus par la suite, Malherbe s'impose donc 2-1 en terre bourguignonne et se qualifie pour son troisième quart de finale dans l'histoire de cette compétition.
Trois jours plus tard, Malherbe joue au Parc des Princes sur le terrain du Paris Saint-Germain Football Club, leader du championnat. Les caennais ouvrent la marque à la 12e minute par l'intermédiaire de Thomas Heurtaux qui reprend de la tête un corner de Frédéric Bulot. Mais 7 minutes plus tard, Nivet crochète Nene dans la surface et écope d'un carton rouge. Le Brésilien se fait justice lui-même et égalise. En fin de première période, Frau a deux occasions de redonner l'avantage à Malherbe, mais ses frappes échouent sur Sirigu (44e) puis sur la barre transversale (45e+1). En début de seconde période, les parisiens reprennent le contrôle des opérations puisque Kevin Gameiro (47e et 54e minutes) et Jérémy Ménez (52e) manquent de donner l'avantage aux hommes d'Antoine Kombouaré. À la 55e minute, à la suite d'une passe de Javier Pastore manquée, Leca protège la sortie du ballon hors des limites du terrain, mais Gameiro surgit et transmet le ballon en retrait à Ménez qui marque. Dans ce match spectaculaire, Seube voit une de ses frappes détournée à la 68e minute par Sirigu. Les parisiens vont dans la foulée taper deux fois sur les montants, à la suite d'un corner direct de Nene (70e) et d'une volée de Sissoko (71e). À l'entame du dernier quart d'heure, Seube bouscule Gameiro dans la surface ce qui permet aux parisiens d'obtenir leur deuxième pénalty du match. Également transformé par Nene (76e), il permet aux parisiens de faire le break. Gameiro manque deux occasions de 4-1 dans la foulée (78e et 79e) à la suite de deux interventions de Thébaux. Ces deux arrêts laissent Caen dans le match puisque dans la foulée, à la suite d'un nouveau corner tiré par Bulot, Vandam marque de la tête et permet aux caennais de revenir à 2-3 (82e). Mais ce sont les parisiens qui clôturent le score de cette rencontre grâce à une frappe croisée de Pastore à la 88e minute. Ainsi, Caen s'incline 4-2 et perd une place au classement (10e).

### Une fin d'année calamiteuse
| J.                                                       | Rencontre             | Rencontre | Rencontre              | Place    |
| -------------------------------------------------------- | --------------------- | --------- | ---------------------- | -------- |
| 13                                                       | SM Caen               | 3-0       | Dijon FCO              | 9e (+7)  |
| 14                                                       | AC Ajaccio            | 2-2       | SM Caen                | 9e (+6)  |
| 15                                                       | Girondins de Bordeaux | 2-0       | SM Caen                | 10e (+5) |
| 16                                                       | SM Caen               | 1-2       | Olympique de Marseille | 10e (+5) |
| 17                                                       | AS Saint-Étienne      | 2-0       | SM Caen                | 12e (+4) |
| 18                                                       | SM Caen               | 1-2       | AS Nancy Lorraine      | 13e (+2) |
| 19                                                       | FC Lorient            | 0-0       | SM Caen                | 14e (+2) |
| Légende : ( ) = écart en point sur le premier relégable. |                       |           |                        |          |

Après la déconvenue du parc des Princes, l'équipe joue face à un concurrent au maintien à domicile : Dijon. Ce match marque la fin de la grève des supporters caennais. Sur le terrain, une seule occasion est à signaler dans la première demi-heure de jeu avec une reprise de volée de Romain Hamouma consécutive à un centre d'Anthony Deroin (25e minute). Une dizaine de minutes plus tard, sur un corner Frédéric Bulot dépose le ballon sur la tête de Grégory Proment (36e) et permet à Malherbe de mener au score. À la mi-temps, Thomas Heurtaux blessé laisse sa place à Molla Wagué qui fait sa première apparition en Ligue 1. À l'heure de jeu, l'attaquant dijonnais tire sur la barre transversale (61e minute). Cinq minutes plus tard, Bulot reprend un centre en retrait d'Hamouma pour doubler la mise pour Caen (67e) avant d'adresser une deuxième passe décisive à la 73e minute pour Pierre-Alain Frau (73e). Caen s'impose 3-0 et confirme sa place dans la première moitié du championnat et garde son invincibilité face à Dijon à domicile.
Le déplacement suivant en Corse est marqué par un incident avant le match. Alors que le bus des joueurs caennais se rend au Stade François-Coty d'Ajaccio, il est victime d'un jet de pierres qui brise plusieurs vitres. En première mi-temps, le match est équilibré entre les deux équipes qui n'arrivent à ouvrir le score malgré les tentatives de Wagué (7e) pour Caen et de Frédéric Sammaritano pour Ajaccio (34e minute). Il faut attendre un penalty concédé par Grégory Leca à la 52e pour Ajaccio pour l'ouverture du score. Les Caennais réagissent bien et Wagué égalise 12 minutes plus tard dans un cafouillage dans la surface de réparation ajaccienne. Ils prennent même l'avantage à la 70e par un but de Lenny Nangis lancé par Leca. L'équipe pense tenir une deuxième victoire d'affilée, mais dans les arrêts de jeu, les corses égalisent à la 91e minute par Benjamin André à la suite d'une action initiée par une perte de balle de Benjamin Nivet que Franck Dumas n'a pas appréciée (« C'est une perte de balle qui n'aurait jamais dû exister, dans l'axe »). Cette égalisation dans les arrêts de jeu pèse sur le mental de l'équipe.
Après Ajaccio, le club joue un deuxième match consécutif à l'extérieur en se déplaçant chez les girondins de Bordeaux. Les bordelais sont relégables et ont besoin de points. Les aquitains dominent la première période mais ne concrétisent pas leurs occasions (Nicolas Maurice-Belay 28e et Jaroslav Plašil 38e minutes). En seconde, les girondins concrétisent leurs occasions et l'emportent facilement 2-0 sur des buts de Yoan Gouffran (59e) et Anthony Modeste (79e) après une erreur d'inattention de Molla Wagué ce qui leur permettent d'obtenir leur première victoire de la saison à domicile. Franck Dumas parle d'un « match de merde ».

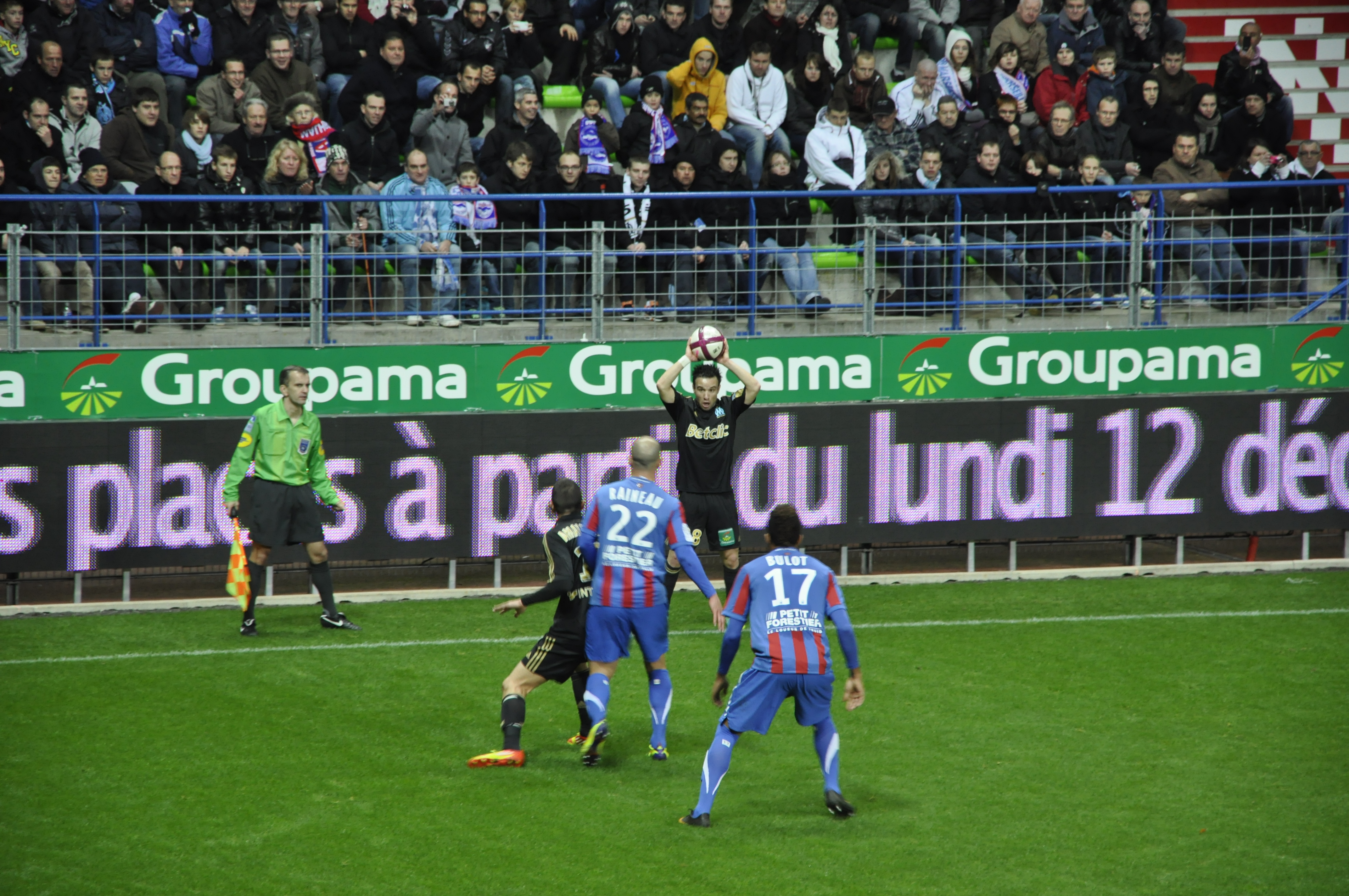
Valbuena et Amalfitano face à Bulot et Raineau

Le vendredi 2 décembre 2011, l'arrière gauche Grégory Tafforeau (revenu en 2009 dans son club formateur) qui n'a pas pu disputer un match depuis le début de saison pour cause d'une blessure récurrente, annonce officiellement sa retraite sportive à l'âge de 35 ans. Le même jour, ses coéquipiers affrontent Marseille dans un stade Michel d'Ornano qui affiche pour la première fois de la saison complet. Dès l'entame du match, Pierre-Alain Frau place une frappe détournée par Steve Mandanda. Les Marseillais reprennent le dessus et sur un débordement sur le côté droit, Morgan Amalfitano tire sur Alexis Thébaux qui repousse sur André Ayew ce qui lui permet d'ouvrir le score à la 21e minute. Sur l'engagement, Livio Nabab arrive à reprendre une frappe de Romain Hamouma contrée par Mandanda qui le crochète dans la surface de réparation, l'arbitre Jean-Charles Cailleux désigne alors le point de pénalty. Pierre-Alain Frau le transforme (23e) et les équipes se quittent sur ce score de parité à la mi-temps. En début de deuxième mi-temps, Caen obtient un corner mais le négocie mal, la défense et le milieu marseillais remontent rapidement la balle et Jordan Ayew conclue (sur une passe de Souleymane Diawara) ce contre d'un tir à ras de terre (52e) ce qui permet à Marseille de mener 2 buts à 1, ce score n'évoluant plus, les caennais concèdent leur quatrième défaite à domicile de la saison.
Après ce revers à domicile, les Caennais se déplacent le samedi suivant dans le Forez à Saint-Étienne. Le match démarre fort pour les Stéphanois qui ouvrent le score à la 10e minute par l'intermédiaire de Bănel Nicoliţă. Les Caennais ne se créent que quelques occasions. À la 43eminute, Livio Nabab est sévèrement expulsé pour un geste d'humeur envers Jean-Pascal Mignot par l'arbitre Stéphane Lannoy. À 10 contre 11, les Caennais sont à la peine (0 tir cadré) et c'est logiquement que Bakary Sako double la mise à la 74e.
Avec cette troisième défaite, les caennais voient se rapprocher la zone de relégation. C'est l'un de ses concurrents qui se présent au stade Michel-d'Ornano pour la 18e journée : Nancy. Les Nancéiens sont 18e avant la rencontre et restent sur une série de trois matchs sans victoire (dont un nul). Le match commence mal pour les Caennais qui encaissent un but dès la 3e minute par Lossémy Karaboué après un contre rondement mené. Comme face à Marseille, les Caennais encaissent un but sur contre après avoir obtenu un corner. En deuxième mi-temps, sur un coup franc de Reynald Lemaître, Alexis Thébaux hésite à sortir et c'est Salif Sané qui en profite pour marquer un but de la tête (56e) sur une passe de Reynald Lemaître. L'entrée de Kandia Traoré à la 58e va alors être décisive. Sur sa première action dans la surface de réparation, il provoque un pénalty. Celui-ci est transformé par Benjamin Nivet qui marque son 5e but de la saison (le 4e sur pénalty). Mais cette réduction du score ne suffit pas et les Nancéiens se sortent de la zone de relégation, zone que les Caennais voient arriver à grands pas puisqu'ils n'ont plus que deux points d'avance sur le 18e (l'OGC Nice).
Pour le dernier match de la première partie du championnat, les Caennais se déplacent à Lorient avec pour objectif est de « stopper l'hémorragie » puisque les Normands restent sur quatre défaites consécutives en championnat. Le match se solde par un triste 0-0 avec peu d'occasions des deux côtés. Caen est content du point glané mais termine l'année 2011, à la 14e place du classement, deux points devant le premier non-relégable (Nancy). Le 28 décembre 2011, la commission de discipline de la LFP punit de deux matchs de suspension Thomas Heurtaux pour une semelle sur Stéphane Mbia lors du match de championnat face à Marseille.
Extrait du classement de Ligue 1 2011-2012 à la trêve hivernale
| Rang | Équipe                 | Pts | J  | G | N | P  | Bp | Bc | Diff |
| ---- | ---------------------- | --- | -- | - | - | -- | -- | -- | ---- |
| 14   | Stade Malherbe de Caen | 20  | 19 | 5 | 5 | 9  | 24 | 29 | -5   |
| 15   | AJ Auxerre             | 19  | 19 | 4 | 7 | 8  | 26 | 30 | -4   |
| 16   | Dijon FCO              | 19  | 19 | 5 | 4 | 10 | 20 | 35 | -15  |
| 17   | OGC Nice               | 18  | 19 | 4 | 6 | 9  | 21 | 23 | -2   |
| 18   | AS Nancy-Lorraine      | 18  | 19 | 4 | 6 | 9  | 17 | 26 | -9   |
| 19   | FC Sochaux-Montbéliard | 18  | 19 | 4 | 6 | 9  | 21 | 34 | -13  |
| 20   | AC Ajaccio             | 15  | 19 | 3 | 6 | 10 | 20 | 36 | -16  |
|      |                        |     |    |   |   |    |    |    |      |

### Mercatod'hiver et élimination des coupes
| J.                                                       | Rencontre | Rencontre | Rencontre              | Place    |
| -------------------------------------------------------- | --------- | --------- | ---------------------- | -------- |
| CF 32e                                                   | SM Caen   | ap 2-4    | ES Troyes AC (Ligue 2) |          |
| CL 1/4                                                   | SM Caen   | 0-3       | Olympique de Marseille |          |
| 20                                                       | SM Caen   | 0-2       | Stade rennais FC       | 15e (+2) |
| Légende : ( ) = écart en point sur le premier relégable. |           |           |                        |          |

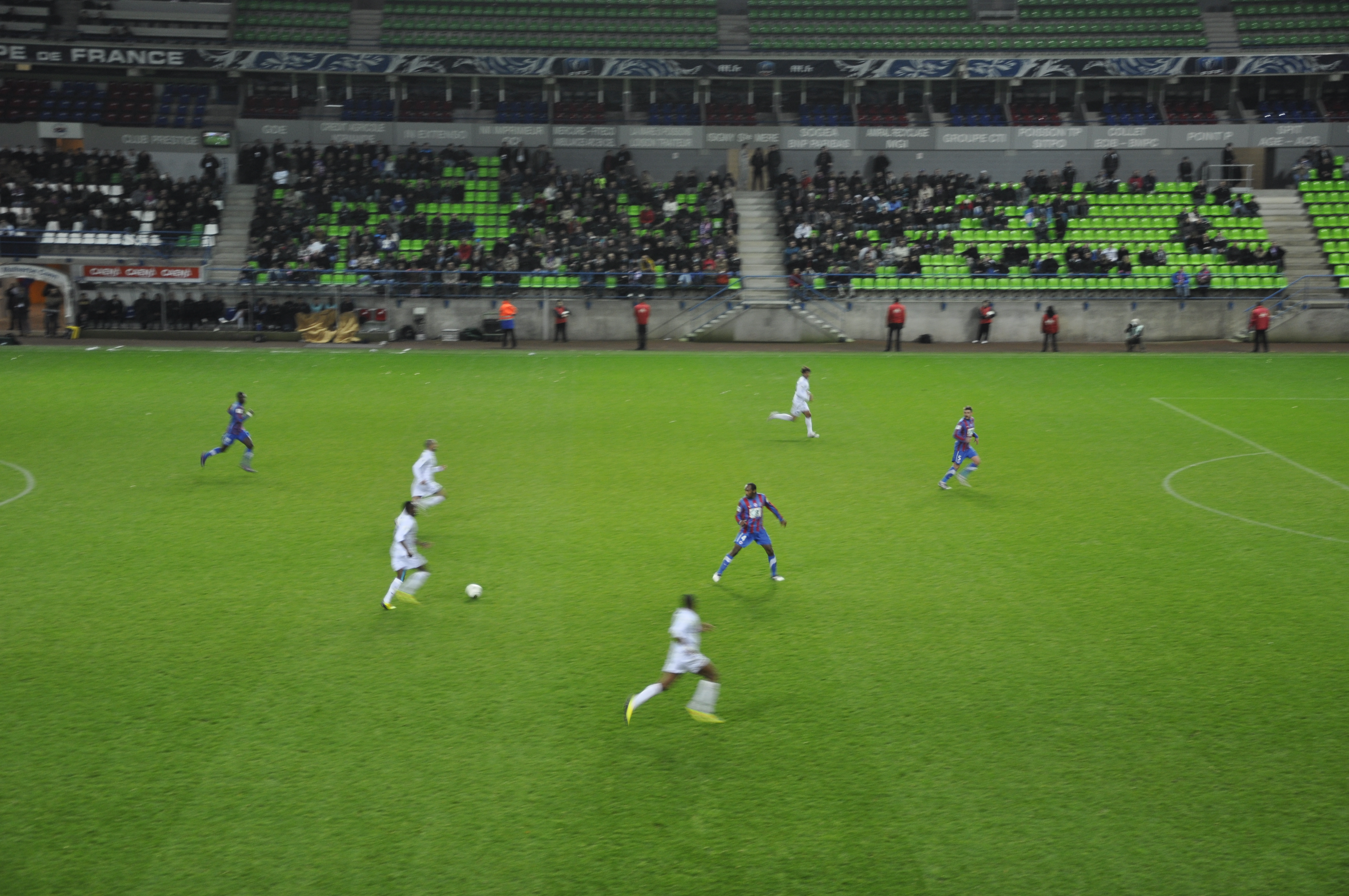
Match de coupe de France contre Troyes

Le 2 janvier, Aurélien Montaroup, défenseur latéral gauche du FK Dynamo Minsk, un club biélorusse signe un contrat de deux ans et demi.
Malherbe commence l'année 2012 par deux éliminations en coupe concédées à domicile, face à Troyes et Marseille respectivement en coupe de France et en coupe de la Ligue. Le 7 janvier 2012, lors du match contre Troyes, l'équipe se fait surprendre dès la 10e par Thiago. Les Troyens profitent d'une boulette d'Alexis Thébaux à la 42e pour inscrire un second but par l'intermédiaire de Cacéres. Les 3 000 spectateurs sifflent leur équipe à la mi-temps. Privé de Frau et Niang, les Caennais ont du mal à marquer. C'est Hamouma qui réduit l'écart à la 65e. Puis Fajr, entré à la mi-temps, égalise à un quart d'heure de la fin du temps règlementaire. Dans les prolongations, les Caennais craquent et encaissent deux buts par Marcos à la 101e et Grax à la 113e. Troyes n'avait pas gagné de match à l'extérieur depuis le début de la saison. Trois jours plus tard, le club reçoit Marseille pour son quart de finale de coupe de la Ligue. Dès la 7e, les Marseillais obtiennent un coup franc à l'entrée de la surface de réparation. Valbuena l'enroule parfaitement et ne laisse aucune chance à Bosmel, le titulaire dans les buts pour cette coupe. Quinze minutes plus tard, sur une attaque, Amafitano (qui a devancé Bosmel) remet instantanément à Rémy qui marque dans le but vide. Mis à part une chevauchée de Nabab en tout début de match et deux tentatives de Hamouma qui échouent sur le petit filet ou au ras du poteau, les Caennais ne se montrent pas dangereux en première mi-temps. En deuxième période, les Marseillais malmènent toujours autant les Caennais et à la 52e, Valbuena inscrit un troisième but après avoir récupéré le ballon de la surface et mis le ballon hors de portée du gardien caennais. En toute fin de match, Fajr arrive à tirer d'une trentaine de mètres mais son ballon détourné s'écrase sur le poteau de Bracigliano.
Le 11 janvier, Benjamin Morel (qui n'a pas joué lors de cette saison) résilie son contrat avec le club qui courait jusqu'en 2013. Il s'engagera le 16 janvier, avec le Clermont Foot Auvergne 63, leader de ligue 2 pour une durée de six mois.
Pour son premier match en championnat de l'année 2012, Malherbe reçoit à domicile le Stade rennais. Les Rennais n'ont pas gagné depuis plusieurs matchs à l'extérieur. Les deux équipes font jeu égal dans le premier quart d'heure. Bulot a la possibilité de créer des occasions franches mais celles-ci sont gâchées. Et finalement, à la 21e, Kembo se joue de Seube à l'entrée de la surface pour marquer un premier but. Le jeu au milieu de terrain caennais est trop bouillon et les Rennais en profitent systématiquement. À la 65e, Thébaux relâche une frappe de Féret que reprend victorieusement Montaño. Caen perd une nouvelle fois à domicile et n'a toujours pas remporté le moindre match en 2012.
| Nom                | Nationalité | Transfert              | Provenance/Destination | Division      |
| ------------------ | ----------- | ---------------------- | ---------------------- | ------------- |
| Arrivées           |             |                        |                        |               |
| Aurélien Montaroup | France      | Transfert              | FK Dynamo Minsk        | Vysshaya Liga |
| Départs            |             |                        |                        |               |
| Benjamin Morel     | France      | Résiliation de contrat | Clermont               | Ligue 2       |

### Sortie de la spirale négative
| J.                                                       | Rencontre          | Rencontre | Rencontre                | Place    |
| -------------------------------------------------------- | ------------------ | --------- | ------------------------ | -------- |
| 21                                                       | Toulouse FC        | 1-0       | SM Caen                  | 17e (+1) |
| 22                                                       | SM Caen            | Rep.      | AJ Auxerre               | 17e (+1) |
| 23                                                       | Olympique lyonnais | 1-2       | SM Caen                  | 14e (+3) |
| 24                                                       | SM Caen            | 2-2       | Évian Thonon Gaillard FC | 15e (+3) |
| 22                                                       | SM Caen            | 2-1       | AJ Auxerre               | 12e (+6) |
| Légende : ( ) = écart en point sur le premier relégable. |                    |           |                          |          |

À la suite du revers subi face au Stade rennais, Malherbe se déplace le samedi suivant à Toulouse. Mais ils encaissent une nouvelle défaite (1-0) à la suite d'une frappe croisée d'Emmanuel Rivière à la 35e minute dans un match avare en tirs cadrés (1 de chaque côté seulement). La zone de relégation s'approche pour Malherbe, qui pointe à la 17e place.
Le dimanche suivant, Caen devait recevoir l'AJ Auxerre à domicile, mais le match est reporté à cause des conditions météorologiques au mercredi 22 février.
Pour la 23e journée, Caen se déplace à Lyon. Après une nouvelle blessure de M'Baye Niang (claquage) dès la 5e minute alors que celui-ci faisait son grand retour en Ligue 1, c'est bien Caen qui ouvre le score à la suite d'une passe de Pierre-Alain Frau pour Romain Hamouma qui trompe Hugo Lloris d'une frappe croisée à la 13e minute. Les Lyonnais, incapables de réagir, sont sur le point de donner un deuxième but aux caennais quand Pierre-Alain Frau tente sa chance des 30 mètres à la 24e minute, qui est détourné de peu par Lloris. Les Caennais doublent la mise par Livio Nabab, servi par Benjamin Nivet, qui d'une demi-volée lobe Lloris ; c'est le premier but en Ligue 1 du jeune Guadeloupéen. À la 88e minute, Aurélien Montaroup commet une faute sur Alexandre Lacazette dans la surface de réparation. Le penalty est transformé par Lisandro López. Caen grâce à cette victoire sur le score de deux buts à un sort enfin de sa série de 9 matchs sans victoire.

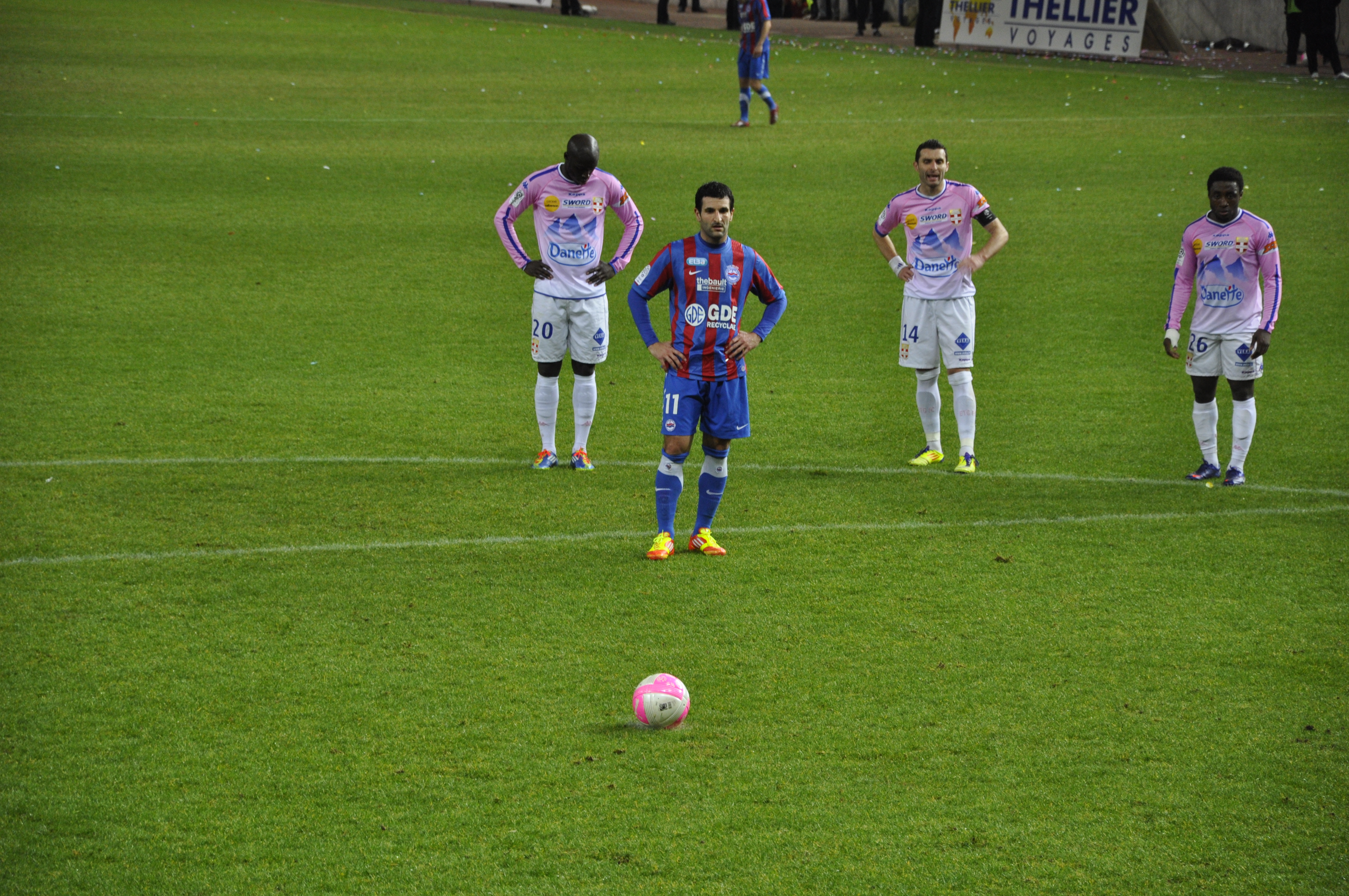
Pierre-Alain Frau contre Évian Thonon Gaillard

Pour la 24e journée, Caen reçoit Evian Thonon Gaillard. En première mi-temps, Nabab sur un centre de Hamouma rate un but tout fait à deux mètres de la cage de Stephan Andersen. Hamouma (11e et 33e) et Nabab (19e se procurent des occasions mais ne les concrétisent pas. Juste avant la mi-temps, les Caennais obtiennent un penalty à la 45e minute à la suite d'une faute de Guillaume Rippert sur Pierre-Alain Frau. L'ancien sochalien transforme lui-même le penalty. À l'entrée de la seconde période, Évian Thonon Gaillard obtient un coup franc à la 50e minute que Cédric Barbosa transforme. Les Caennais réagissent et Grégory Proment effectue une passe en profondeur pour Livio Nabab qui bat Andersen. Un troisième but (valable) est refusé pour un hors-jeu inexistant de Kandia Traoré à la 90e minute. L'arbitre assistant annonce 4 minutes d'arrêts de jeu. Sur une dernière attaque d'Évian Thonon Gaillard, un coup franc est sifflé en faveur des savoyards à l'entrée de la surface de réparation. Sidney Govou profite du cafouillage dans la surface de réparation pour marquer à la 94e minute, permettant à son équipe d'arracher le point du match nul.
Le match en retard contre l'AJ Auxerre est bel et bien joué le 22 février à d'Ornano. Après une première période pauvre en occasions de but, Dariusz Dudka tire un coup franc qu'Alexis Thébaux négocie mal, ce qui profite à Roy Contout qui inscrit le premier but à la 59e minute du match. Les Caennais réagissent bien, et à la 71e minute, Livio Nabab sert Kandia Traoré (entré deux minutes auparavant) en profondeur qui trompe Olivier Sorin d'une frappe à ras de terre. Livio Nabab marque un deuxième but, son 3e but en 3 matchs à la 77e minute, à la suite d'une erreur de Dariusz Dudka. Caen s'impose et enfonce un peu plus Auxerre.

### Nouvelle série sans victoire
| J.                                                       | Rencontre              | Rencontre | Rencontre           | Place    |
| -------------------------------------------------------- | ---------------------- | --------- | ------------------- | -------- |
| 25                                                       | OGC Nice               | 1-0       | SM Caen             | 13e (+4) |
| 26                                                       | SM Caen                | 0-0       | Stade brestois 29   | 13e (+2) |
| 27                                                       | Montpellier Hérault SC | 3-0       | SM Caen             | 14e (+1) |
| 28                                                       | SM Caen                | 2-2       | Paris Saint-Germain | 17e (+2) |
| 29                                                       | Dijon FCO              | 2-0       | SM Caen             | 17e (+1) |
| 30                                                       | SM Caen                | 0-0       | AC Ajaccio          | 18e (0)  |
| Légende : ( ) = écart en point sur le premier relégable. |                        |           |                     |          |

Pour la journée suivante, Caen se déplace à Nice dans un match où il faut attendre la 50e minute lorsqu'Abraham Guié Guié sert parfaitement Anthony Mounier sur un centre venu de la droite, que ce dernier transforme d'une tête croisée. Le cauchemar continue pour Malherbe quand Aurélien Montaroup est expulsé à la 68e minute pour une semelle appuyée sur Kévin Anin. Caen perd ce match face à un concurrent au maintien.
Caen reçoit le Stade brestois pour le compte de la 26e journée. Mais malgré un match où les deux équipes font preuve de sérieux, aucune des deux ne parvient à s'imposer et le score reste nul et vierge. La journée suivante, les Caennais se déplacent sur la pelouse de Montpellier deuxième du championnat. Après avoir résisté une mi-temps (0-0), les Normands s'inclinent 3-0.

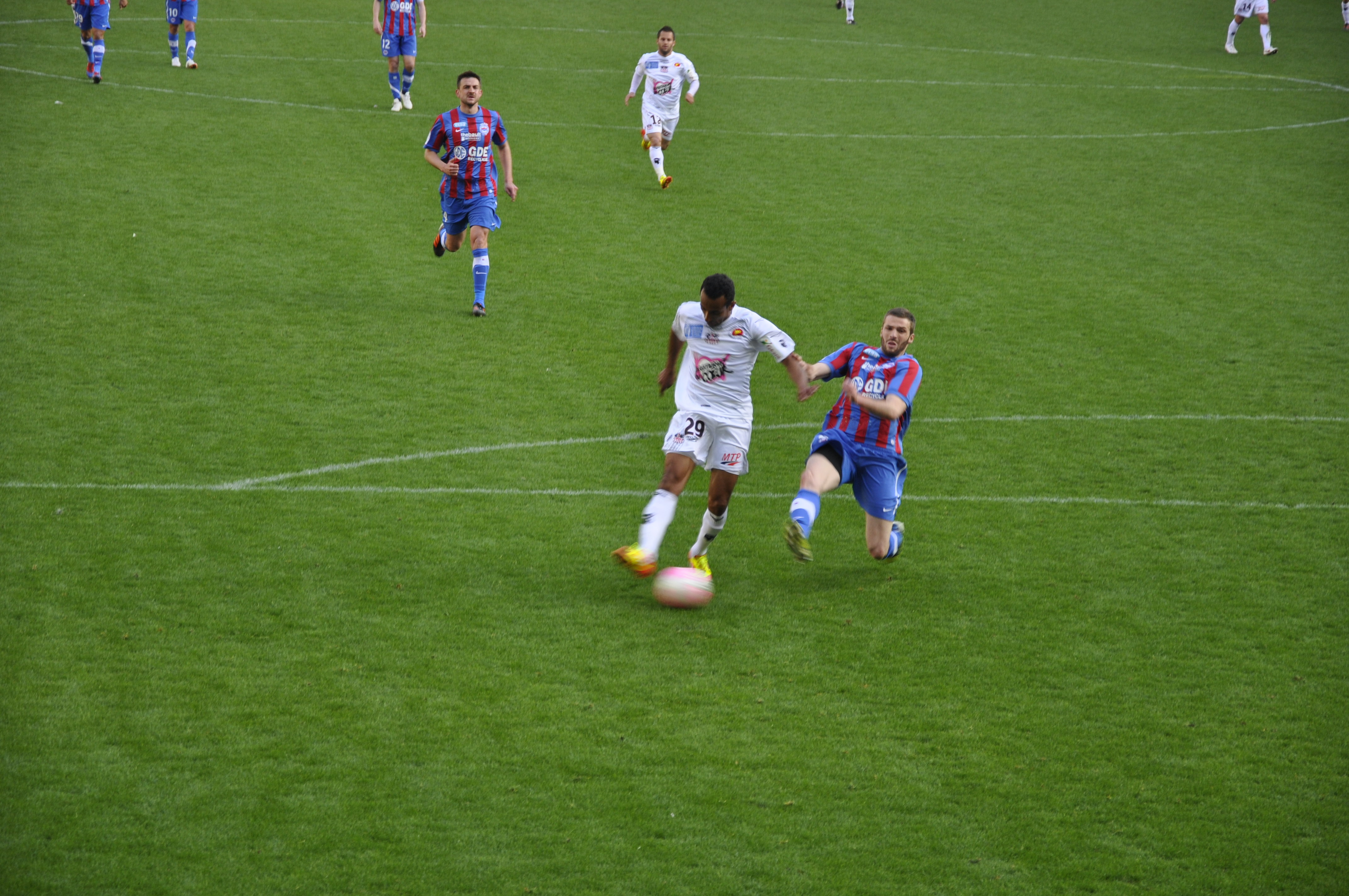
Thomas Heurtaux stoppe Eduardo

Le 15 mars, Livio Nabab qui arrivait en fin de contrat en juin, prolonge deux ans. Deux jours après, les Caennais reçoivent le Paris Saint-Germain et concèdent le match nul dans les arrêts de jeu. Le dimanche suivant, Caen se déplace au Stade Gaston-Gérard antre du Dijon Football Côte d'Or. Dans ce match entre équipes à la lutte pour le maintien, les Caennais s'inclinent 2-0 et voit la zone de relégation se rapprocher. Lors de la 30e journée, Caen reçoit l'AC Ajaccio dans un match entre équipes de bas de tableau. Les Caennais relégables depuis la veille. En première mi-temps, les Normands obtiennent un pénalty qui est transformé dans un premier temps par Pierre-Alain Frau mais qui est retiré à la suite de l'intrusion de Caennais dans la surface. La panenka de Frau s'écrase alors sur la barre transversale. Alexis Thébaux gagne par la suite plusieurs faces-à-faces avec Eduardo et Caen concède le nul 0-0 à domicile et devient officiellement relégable pour la première fois de la saison.

### La remontée
| J.                                                       | Rencontre              | Rencontre | Rencontre             | Place    |
| -------------------------------------------------------- | ---------------------- | --------- | --------------------- | -------- |
| 31                                                       | SM Caen                | 1-0       | Girondins de Bordeaux | 16e (+1) |
| 32                                                       | Olympique de Marseille | 1-1       | SM Caen               | 15e (+1) |
| 33                                                       | SM Caen                | 1-4       | AS Saint-Étienne      | 15e (+1) |
| 34                                                       | AS Nancy Lorraine      | 1-1       | SM Caen               | 15e (+2) |
| 35                                                       | SM Caen                | 1-0       | FC Lorient            | 14e (+4) |
| Légende : ( ) = écart en point sur le premier relégable. |                        |           |                       |          |

Le 8 avril 2012, Caen reçoit Bordeaux à domicile avec pour seul objectif une victoire afin de sortir de la zone de relégation. À noter que c'est la première apparition d'Émeric Dudouit, le jeune milieu défensif de 20 ans dans le groupe pro. Les Caennais qui jouent habituellement en 4-2-3-1 jouent en 4-4-2 losange avec Bulot en meneur de jeu. Les Normands commencent bien la partie et au bout d'1 min 30 s de jeu, Vandam sert parfaitement Bulot sur le côté droit. Ce dernier arme un centre que reprend victorieusement de la tête Seube qui ne laisse aucune chance à Carrasso. Les Caennais vont malheureusement donner une occasion à Bordeaux d'égaliser lorsque Leca tacle Maurice-Belay dans la surface de réparation. L'arbitre accorde un pénalty qu'Obraniak tire à côté. Les Caennais continuent d'attaquer notamment par un tir cadré de Fajr à la 17e minute ou encore un tir de Bulot qui passe juste à côté à la 19e minute. La mi-temps est sifflée sur ce score en faveur de Caen. La seconde période est à l'avantage des Bordelais qui se procurent plusieurs occasions que Thébaux repousse systématiquement. Finalement, Caen sort de la zone de relégation au détriment de Lorient et pointe à la 16e place.
Le mercredi 18 avril 2012, Caen se déplace à Marseille dans un match de la 32e journée décalé en raison de la présence des Olympiens en finale de la Coupe de la Ligue le samedi précédent. Finale remportée par ces derniers 1-0 après prolongation face à l'Olympique lyonnais. Pour inquiéter les Olympiens, Dumas compte notamment sur le retour de Niang, blessé depuis deux mois, pour inquiéter la défense marseillaise. Niang se révèle décisif puisqu'il profite d'une erreur de Nkoulou pour adresser un centre à Bulot qui bat en deux temps Steve Mandanda. Mais Marseille va se rattraper sur une faute de main de Raineau dans la surface. Un penalty que va transformer victorieusement Loïc Rémy. Aucune des deux équipes ne marquant par la suite, le match s'achève sur le score de un but partout. Un résultat positif pour Caen, qui remonte à la 15e place du classement.
Trois jours plus tard, Malherbe reçoit l'AS Saint-Étienne, prétendant aux places européennes. Les Caennais commencent bien la rencontre et se créent des occasions via M'Baye Niang (20e et 27e) et Frédéric Bulot (34e). Les Stéphanois attendent leur tour et sur un débordement de Pierre Aubameyang sur le côté gauche, son centre-tir devant le but est mal dégagé par Aurélien Montaroup qui prend à contre-pied Alexis Thébaux. C'est sur ce score qu'est sifflée la mi-temps. Au retour des vestiaires, Franck Dumas tente le tout pour le tout et effectue ses trois changements : Traoré remplace Fajr, Leca remplace Proment et Nivet supplée Seube. Ce changement tactique ne change pas la physionomie de la rencontre car les Stéphanois doublent le score à la 59e par Aubameyang. Puis, dix minutes plus tard, Gradel aggrave le score. Les Caennais ont un sursaut d'orgueil avec la réduction du score par Livio Nabab à la 72e. Mais les Stéphanois sont en roue libre et marquent un dernier but à la 84e par Aubameyang.

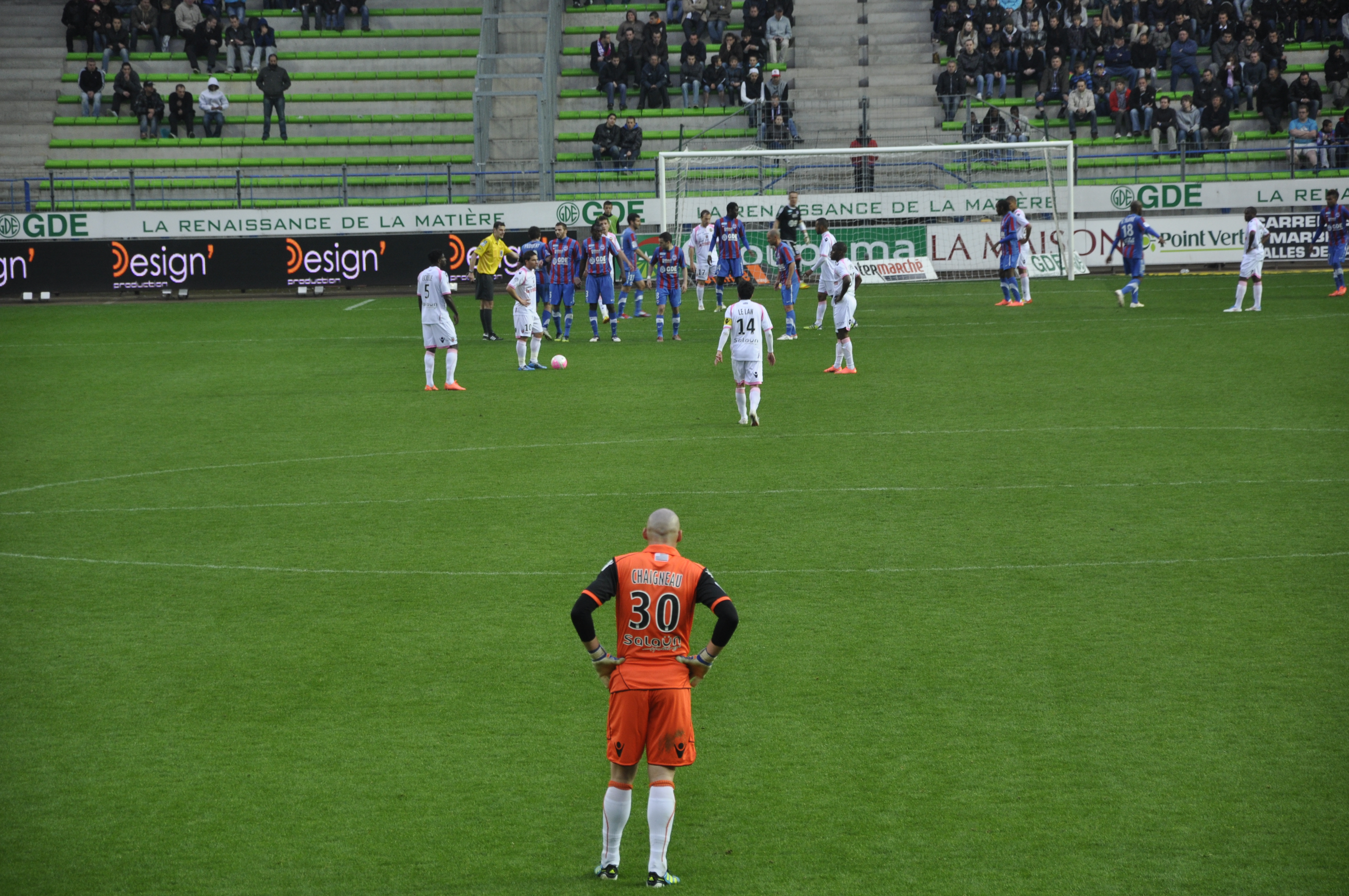
Dernière action du match contre Lorient

Lors de la 34e journée, Malherbe se déplace à Nancy, l'équipe est à un point du premier non-relégable. De leur côté, les Nancéiens restent sur sept matchs sans défaite. Le match est fermé et les équipes se créent peu d'occasions. Alexis Thébaux sauve une première fois les Caennais à la 21e sur un coup franc de Yohan Mollo que reprend Sébastien Puygrenier. Les Caennais arrivent à la mi-temps sur le score de 0-0. En seconde mi-temps, les Caennais se montrent un peu plus incisifs. À la 52e, Frédéric Bulot déborde sur son côté gauche et rentre dans la surface de réparation où il tire en force. Le gardien lorrain Guy Roland Ndy Assembe détourne le tir sur son poteau, Puygrenier tente de dégager la balle qui rebondit sur M'Baye Niang qui la pousse de la main dans le but. L'arbitre accorde le but. Malgré cet avantage au score, les Caennais ne restent pas maître des débats. Sur une nouvelle action litigieuse, l'attaquant lorrain Benjamin Moukandjo récupère une balle en situation de hors-jeu et frappe une première fois au but. Alexis Thébaux repousse le tir mais ne peut rien sur la seconde tentative de Moukandjo. Les Caennais repartent de Nancy avec ce match nul.
Lors du match suivant, les Caennais jouent contre le FC Lorient. Les Lorientais restent sur deux victoires de rang contre Marseille et Montpellier. Caen n'a pas trop de choix pour se maintenir d'autant plus que le déplacement suivant à Lille s'annonce périlleux. L'équipe peut désormais compter sur Romain Hamouma remis de sa blessure. Il se met d'emblée en évidence en délivrant un centre que reprend de la tête Kandia Traoré dès la 2e. Cinq minutes plus tard, il délivre encore une passe à M'Baye Niang qui lui permet de se retrouver seul face au portier lorientais. Mais Niang loupe son duel. Niang se met encore en évidence en tenant un lob à la 11e et en enrobant trop une frappe à la 40e. La mi-temps est sifflée sur le score de 0 à 0. La seconde mi-temps repart sur les bases de la première, Romain Hamouma se montre percutent sur son côté. Il passe dans la surface de réparation à Kandia Traoré qui reprend instantanément ; le but est sauvé in extremis par le gardien Florent Chaigneau. Les attaquants lorientais ne se montrent guère menaçant. Le match bascule à la 67e minute lorsque Thomas Heurtaux récupère un ballon dans sa moitié de terrain. Il commence à remonter le terrain et n'étant pas inquiété, à 30 mètres des buts il arme sa frappe qui se loge directement dans la lucarne de Chaigneau. Les Caennais tiennent leur victoire.

### Une fin de saison cruelle
| J.                                                       | Rencontre            | Rencontre | Rencontre              | Place    |
| -------------------------------------------------------- | -------------------- | --------- | ---------------------- | -------- |
| 36                                                       | LOSC Lille Métropole | 3-0       | SM Caen                | 15e (+3) |
| 37                                                       | SM Caen              | 1-3       | FC Sochaux-Montbéliard | 17e (0)  |
| 38                                                       | Valenciennes FC      | 3-1       | SM Caen                | 18e (-1) |
| Légende : ( ) = écart en point sur le premier relégable. |                      |           |                        |          |

Lors de la 36e journée, le SMC se déplace sur la pelouse du LOSC Lille Métropole. Franck Dumas inaugure pour la première fois un système de jeu en 5-3-2, le but étant d'empêcher les vagues lilloises de déferler sur les buts d'Alexis Thébaux. Mais ce système ne résiste pas longtemps. À la 25e, Eden Hazard est lancé en profondeur, Alexis Thébaux le fauche à l'entrée de la surface de réparation. L'arbitre désigne le point de penalty ; Túlio de Melo le transforme. 11 minutes plus tard, le même de Melo reprend victorieusement un corner de Dimitri Payet. À la mi-temps, l'addition est déjà corsée pour les Caennais. À la fin du premier quart d'heure de la seconde mi-temps, Payet s'offre un duel avec Thébaux et bat une troisième fois le portier caennais. Le système de jeu mis en place par Franck Dumas n'a pas permis d'endiguer les attaques lilloises et n'a pas non plus permis de développer des attaques. Seul Fayçal Fajr arrive à placer un tir cadré en seconde mi-temps.

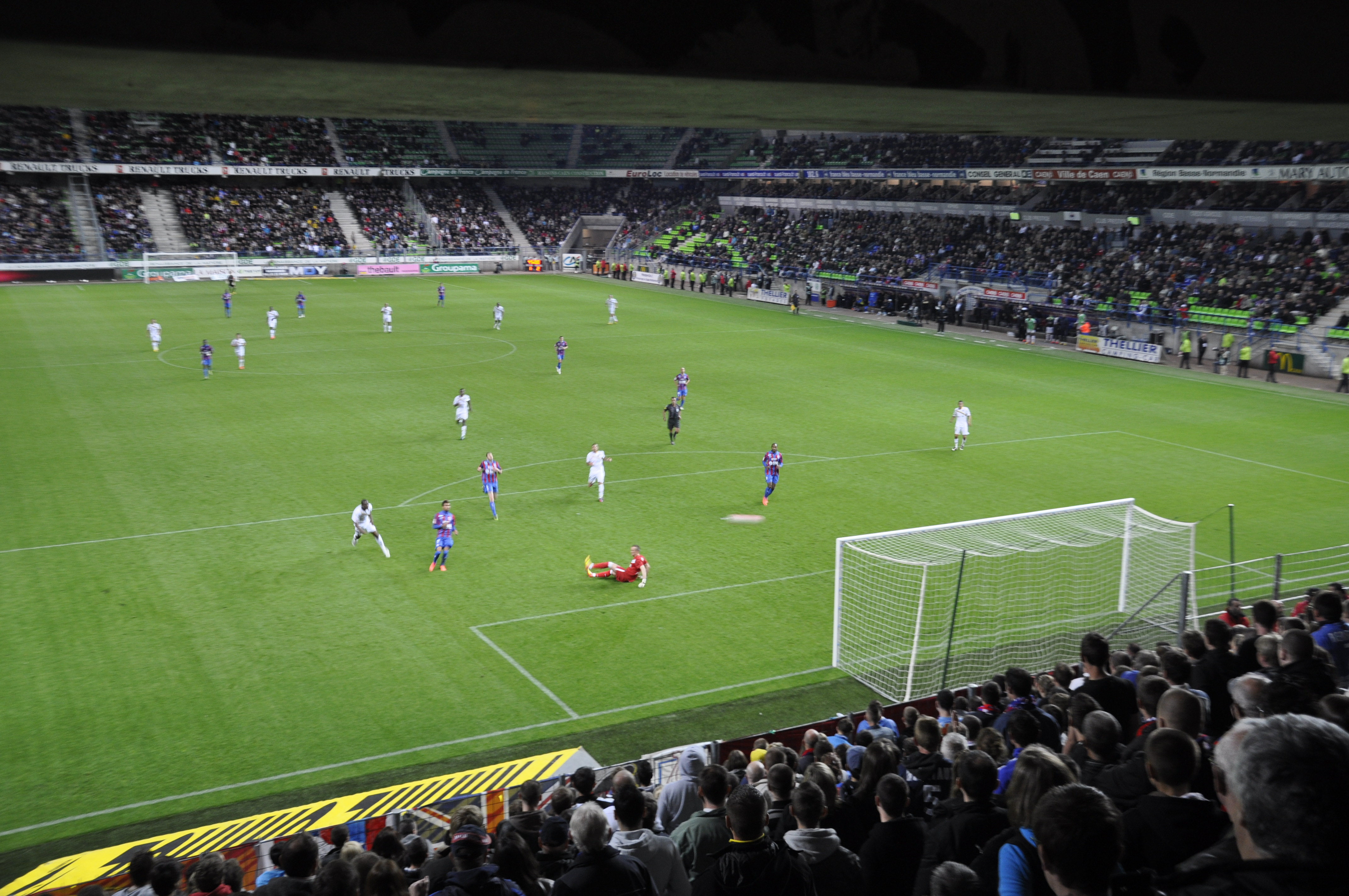
Dernier but sochalien à la 94e

Le dernier match à domicile de la saison contre FC Sochaux-Montbéliard est annoncé comme une « finale » par Franck Dumas; il précise « ce sera un match facile à préparer, avec un seul objectif. On a encore notre destin en mains et on ne va pas s'affoler. Il va falloir le bon état d'esprit, le même que contre Lorient, et peut-être que pour une fois on se sauvera avant la dernière journée ! ». L'entraîneur opte d'emblée pour un système offensif en 4-2-3-1 avec Livio Nabab en pointe soutenu par Romain Hamouma, Pierre-Alain Frau et Frédéric Bulot. Malgré ce système offensif, ce sont les Sochaliens qui se créent les premières occasions (8e). À la 26e, Privat saute plus haut que toute la défense caennaise sur un coup franc pour tromper Alexis Thébaux qui hésite à sortir et se fait lober. Moins de deux minutes plus tard, Pierre-Alain Frau est seul devant le but pour reprendre une passe de Romain Hamouma mais il loupe le cadre. Sur un nouveau coup franc à la 39e, Loïc Poujol reprend un ballon qui traîne dans la surface de réparation caennaise pour battre Alexis Thébaux. Au retour des vestiaires, les Caennais sont plus entreprenants et arrivent à développer du jeu. Sur un corner tiré par Romain Hamouma, Benjamin Nivet réduit l'écart de la tête à la 58e. Dès lors, les Caennais font le siège des buts sochaliens sans jamais parvenir à les pénétrer. Caen s'incline pour la 8e fois à domicile de la saison. Pointant à la 17e place et premier non relégable à la différence de but, les Caennais ne peuvent qu'espérer une victoire à Valenciennes pour se maintenir.
Avant le dernier déplacement à Valenciennes, l'entraîneur Franck Dumas est confiant : « On a déjà vécu pire, comme en 2009 contre Bordeaux, on a connu mieux aussi. Ce n'est pas la fin du monde mais ce n'est pas non plus idéal... Mais je préfère être à notre place qu'à celle d'Auxerre ! ». Les joueurs caennais se montrent d'emblée fébriles et évitent d'encaisser un but dès la 3e. Les Caennais posent progressivement leur jeu et Livio Nabab s'exprime à deux reprises par une tête (16e) et un tir (28e) mais qui n’inquiètent pas le gardien valenciennois Nicolas Penneteau. Sur un corner à la 39e, Vincent Aboubakar pousse dans les filets le ballon qu'Alexis Thébaux venait de repousser une première fois. En seconde mi-temps, les Caennais font tour pour égaliser, Livio Nabab reprend une passe de Frédéric Bulot qui échoue sur le poteau valenciennois. Dix minutes plus tard, Thomas Heurtaux n'appuie pas assez sa passe en retrait pour Alexis Thébaux, Rémi Gomis tente d'en profiter mais il est fauché dans la surface de réparation par Heurtaux. L'arbitre désigne le point de penalty. Gaël Danic le transforme. Les Caennais ne font plus guère illusion sur le terrain malgré la réduction du score par Benjamin Nivet à la 77e. Sur une contre-attaque, Aboubakar lance parfaitement Renaud Cohade entre deux défenseurs caennais et celui-ci n'a qu'à lever sa balle pour battre une troisième fois Alexis Thébaux. Le match se termine sur ce score sans appel de 3-1.
En terminant 18e, l'équipe est reléguée en Ligue 2 avec Dijon et Auxerre.
Extrait du classement de Ligue 1 2011-2012
| Rang                                              | Équipe                 | Pts | J  | G | N  | P  | Bp | Bc | Diff |
| ------------------------------------------------- | ---------------------- | --- | -- | - | -- | -- | -- | -- | ---- |
| 15                                                | Stade brestois 29      | 41  | 38 | 8 | 17 | 13 | 31 | 38 | -7   |
| 16                                                | AC Ajaccio             | 41  | 38 | 9 | 14 | 15 | 40 | 61 | -21  |
| 17                                                | FC Lorient             | 39  | 38 | 9 | 12 | 17 | 35 | 49 | -14  |
| 18                                                | Stade Malherbe de Caen | 38  | 38 | 9 | 11 | 18 | 39 | 59 | -20  |
| 19                                                | Dijon FCO              | 36  | 38 | 9 | 9  | 20 | 38 | 63 | -25  |
| 20                                                | AJ Auxerre             | 34  | 38 | 7 | 13 | 18 | 46 | 57 | -11  |
| 18e, 19e et 20e : relégation en Ligue 2 2012-2013 |                        |     |    |   |    |    |    |    |      |

### Une après saison mouvementée

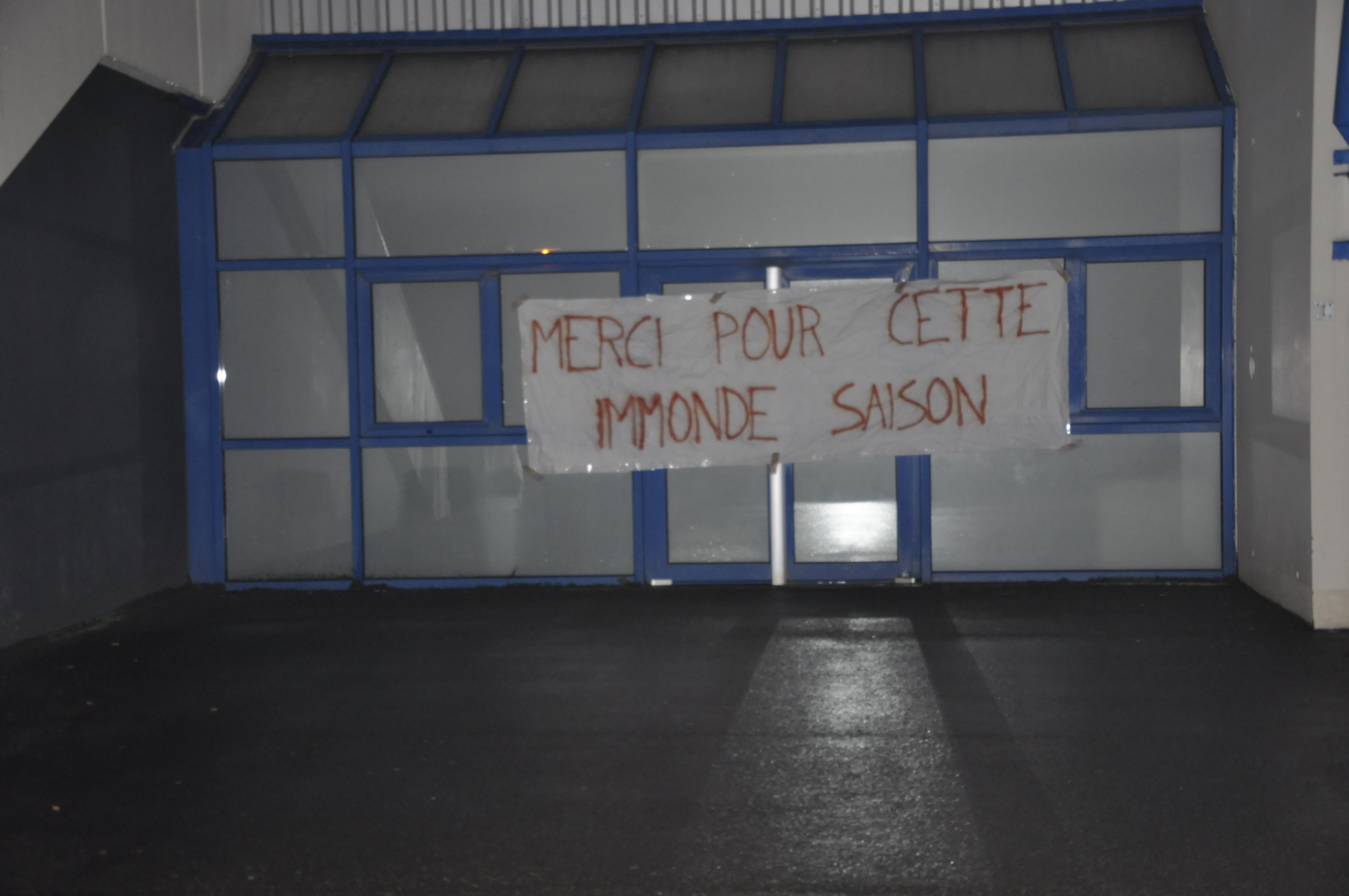
Mécontentement des supporters après la descente.

Dans la nuit suivant le match contre Valenciennes, des supporters affichent leur mécontentement par des banderoles sur le stade Michel-d'Ornano. Le manager Franck Dumas est la cible des critiques. Lors de l'émission de radio Allô Malherbe, le président Fortin estime qu'il n'a pas à se séparer de Franck Dumas car « aucune faute lourde ayant causé la descente du club en Ligue 2 ne pouvait lui être imputée ». À la sortie de l'émission, le président Fortin se retrouve nez à nez avec des supporters du Malherbe Normandy Kop avec qui il engage la discussion. Celle-ci est musclée et il lâche excédé devant ceux qui demandaient sa démission que « Je vais sans doute vous donner une satisfaction totale : Fortin, il va foutre le camp. Après, celui qui va me remplacer fera de Dumas ce qu'il veut car il sera le président ». De leur côté, les supporters demandent que « les têtes changent pour impulser une nouvelle dynamique. Nous sommes inquiets face à l'avenir, et nous pensons que Franck Dumas ne peut plus progresser et qu'il faut un nouvel entraîneur pour redynamiser le groupe en vue de la saison prochaine ». Le président confirme que le conseil de surveillance du club va se réunir afin de prendre les décisions adéquates concernant la président du club et l'entraîneur. Il se réunit le jeudi 31 mai et reconduit pour une saison le directoire du club mais il ne prend pas de position sur la future organisation sportive du club. En coulisse, le club s'active pour trouver un autre entraîneur, plusieurs noms circulent : Régis Brouard, Guy Lacombe et Alex Dupont. Mais c'est finalement la piste interne qui est privilégiée avec Patrice Garande qui est intronisé le 18 juin 2012.

## Joueurs et le club

### Encadrement technique
Franck Dumas en poste depuis mai 2005 est l'entraîneur de Malherbe. Âgé de 43 ans, il a été formé au club et a commencé sa carrière de joueur professionnel en 1987. Il reste au club jusqu'en 1992 et y revient en 2001 pour terminer sa carrière de joueur qui s'achève en 2004 sur une montée en Ligue 1. Il devient alors directeur sportif du club. À la suite du licenciement de Patrick Remy en mai 2005, il devient l'entraîneur du club bien qu'il n'ait pas les diplômes requis. Malgré trois victoires en quatre matchs, le club ne se maintient pas. Le club ne trouvant pas d'entraîneur expérimenté pour lui succéder, il reste sur le banc caennais. Par la suite, le club remonte sous sa direction en Ligue 1 en 2007, redescend en 2009 puis retourne en Ligue 1 la saison suivante.
Le reste de l'encadrement technique est également inchangé. Patrice Garande, entraîneur-adjoint (détenteur du DEPF depuis 2009) est présent depuis 2005, au club. Il est l'« entraîneur officiel » car Dumas n'a pas les diplômes d'entraîneur. Franck Dumas le considère comme « son égal ».
Pape Fall est également entraîneur-adjoint au club (où il a été joueur entre 1988 et 1990) mais depuis la saison 2007-2008. Frédéric Petereyns, gardien de but au club entre 1991 et 1995, entame sa onzième saison en tant qu'entraîneur des gardiens. Enfin, Philippe Tranchant passe sa première saison à la tête de l'équipe réserve à la place de Sébastien Bannier qui reste le directeur du centre de formation du club.
Philippe Tranchant est présent au sein du club normand depuis 1975 (hormis la saison 1979-1980 passée au CA Lisieux) où il a été successivement joueur, responsable de la pré-formation, adjoint, entraîneur des moins de 16 puis des moins de 19 ans.
D'autres personnes sont consacrées aux domaines physique et médical du groupe. Hervé Schulc est le médecin du club tandis que Bruno Gacoin en est le kinésithérapeute. Enfin, Jean-Marc Branger est le préparateur physique à temps plein depuis 2007 (de 2005 à 2007, il exerçait cette fonction tout en étant la doublure de Vincent Planté).
Jean-François Fortin est le président du club depuis 2002, après un premier passage entre 1996 et 1997.
Le 19 août 2011, le club annonce qu'Alain Caveglia devient directeur sportif, il est chargé à compter du 1er septembre de chapeauter la cellule de recrutement. L'ex joueur-pro, occupait la profession d'agent de joueurs où il s'occupait notamment de Damien Marcq, un joueur qui appartient au club.

### Effectif professionnel
Trente joueurs composent l'effectif professionnel durant cette saison. Au poste de gardien de but, Alexis Thébaux est le titulaire, Thomas Bosmel étant son suppléant tandis que Damien Perquis est le troisième gardien. Neuf défenseurs sont présents dans l'effectif : les arrières centraux Molla Wagué, Thomas Heurtaux, Branko Lazarevic, Grégory Leca et Jérémy Sorbon, l'arrière droit Jerry Vandam et les arrières gauches Alexandre Raineau, Grégory Tafforeau et Aurélien Montaroup. Douze milieux de terrain se partagent les postes. Les milieux défensifs sont Nicolas Seube, Yannick M'Boné, Damien Marcq, Grégory Proment et Émeric Dudouit, les meneurs de jeu sont Anthony Deroin, Benjamin Nivet, Sambou Yatabaré et Fayçal Fajr tandis que Frédéric Bulot, Romain Hamouma et Ibrahima Tandia sont les milieux excentrés. Enfin, six attaquants ont fait partie de l'effectif caennais : M'Baye Niang, Pierre-Alain Frau, Lenny Nangis, Kandia Traoré, Livio Nabab et Benjamin Morel.
Dans l'effectif de la saison 2011-2012, trois joueurs sont originaires de la métropole caennaise. Jérémy Sorbon (né à Caen) est un titulaire régulier en défense centrale et est arrivé au club en 2000, Anthony Deroin (né à Caen), milieu de terrain offensif, au club depuis 1993, joue quelques bouts de matchs et Benjamin Morel (né à Mondeville) arrivé comme amateur la saison précédente en provenance de Dives ne joue pas avant la résiliation de son contrat durant la trêve hivernale. Pour sa part, Thomas Heurtaux au club depuis 8 ans est né à Lisieux dans le département du Calvados.
Le capitaine de l'équipe est le défenseur ou milieu de terrain Nicolas Seube. Il occupe cette fonction depuis l'année 2006.

### Statistiques collectives
| Compétition       | Débute au tour | Termine        | Matches joués | Gagnés | Nuls | Perdus | Buts pour | Buts contre | Différence |
| ----------------- | -------------- | -------------- | ------------- | ------ | ---- | ------ | --------- | ----------- | ---------- |
| Ligue 1           | -              | 18e            | 38            | 9      | 11   | 18     | 39        | 59          | -20        |
| Coupe de France   | 1/32 de finale | 1/32 de finale | 1             | 0      | 0    | 1      | 2         | 4           | -2         |
| Coupe de la ligue | 1/16 de finale | 1/4 de finale  | 3             | 2      | 0    | 1      | 5         | 6           | -1         |
| Total             | -              | -              | 42            | 11     | 11   | 20     | 46        | 69          | -23        |

### Statistiques individuelles
Alexis Thébaux, Nicolas Seube, Jerry Vandam et Frédéric Bulot sont les joueurs les plus utilisés cette année avec 39 apparitions sur les 42 matchs officiels de la saison. Le gardien caennais disputant pour sa part tous les matchs en intégralité.
Benjamin Nivet est le meilleur buteur caennais de la saison avec sept réalisations, toutes en championnat, dont quatre pénaltys. Le meilleur passeur de la saison est Frédéric Bulot avec sept passes décisives, toutes en championnat.

### Joueurs prêtés
Damien Marcq dispute dix-huit matchs avec le Dijon Football Côte d'Or dont onze titularisations. Dijon finit 19e de Ligue 1. Riffi Mandanda dispute lui 28 matchs avec le Tarbes Pyrénées Football dont 27 de championnat. Son club termine neuvième du groupe C de CFA.

### Joueurs en sélection nationale

#### Équipe de France espoirs
L'équipe de France espoirs reste sur trois non-participations d'affilée à la phase finale au Championnat d'Europe de football espoirs. Erick Mombaerts est l'entraîneur de cette sélection depuis le 29 avril 2008 en remplacement de René Girard au milieu des qualifications de l'Euro 2009 espoirs où la France n'a plus qu'un infime espoir de participer aux barrages qualificatifs de cet Euro. La France se qualifie finalement pour les barrages mais se fait éliminer par l'Allemagne. Les éliminatoires de l'Euro 2011 espoirs sont un échec puisque l'équipe de France n'accède pas aux barrages.
Pour bâtir une nouvelle génération de l'équipe de France espoirs dans l'optique des éliminatoires de l'Euro 2013 espoirs, M'Baye Niang et Frédéric Bulot sont convoqués le 4 août 2011 au stage de préparation à l'Euro 2013. M'Baye Niang avait été sélectionné en juin par l'équipe olympique du Sénégal pour participer aux qualifications du championnat d'Afrique des nations des moins de 23 ans mais n'avait pu jouer pour raisons administratives. Il décide ensuite de jouer pour la France alors qu'il avait été également convoqué par l'équipe nationale du Sénégal en même temps que chez les espoirs français. Après Lituanie-France, Niang dit que « pour l'instant, je ne pense même pas à faire un choix [définitif] ».
Le 2 septembre 2011, pour le premier match des éliminatoires de l'Euro 2013, Bulot (titulaire) et Niang (remplaçant) se distinguent lors de la victoire française 3-0 en Lettonie puisque le premier effectue une passe décisive tandis que le second marque le troisième but du match. Trois jours après, en match amical au Portugal, Niang est titulaire et Bulot est remplaçant lors de la défaite française 1-0.
Si Niang n’apparaît plus dans l'équipe par la suite, Bulot est un joueur cadre de cette sélection puisqu'il dispute 7 des 9 matchs de la saison et effectue deux autres passes décisives en sélection face au Kazakhstan et face à la Slovaquie.
À l'issue de la saison 2011-2012, le bilan de l'équipe de France espoirs est très bon, puisque avec 7 victoires en 7 matchs, la France est assurée de disputer les barrages de qualification à l'Euro 2013.
| Joueurs        | Position  |     |     |     |     |     |     |    |
| Frédéric Bulot | Milieu    | 80e | 64e | 78e | 64e | 73e | 62e | 90 |
| M'Baye Niang   | Attaquant | 72e | 46e |     |     |     |     |    |

#### Équipe de France des moins de 18 ans
L'Équipe de France de football des moins de 18 ans ne dispute que des matchs et tournois amicaux et sert de tremplin pour l'équipe des moins de 19 ans. Lenny Nangis fait partie des joueurs testés durant cette saison et dispute cinq pour un but marqué lors de la défaite 3-2 en Grèce des 11 matchs amicaux.
| Joueurs      | Position  |     |     |     |     |     |
| Lenny Nangis | Attaquant | 72e | 71e | 64e | 61e | 69e |

## Tactique
La formation la plus utilisée par le SMC cette saison est le 4-2-3-1, pour quatre défenseurs, deux milieux de terrain défensifs, trois milieux de terrain offensif et un attaquant.
| \| Thébaux 1 Raineau 22 Sorbon 19 Heurtaux 5 Vandam 14 Seube 2 Proment 12 Hamouma 20 Frau 11 Bulot 17 Nabab 21 \| L'équipe type de la saison en 4-2-3-1. · D'après les temps de jeu à leur poste. |
| Thébaux 1 Raineau 22 Sorbon 19 Heurtaux 5 Vandam 14 Seube 2 Proment 12 Hamouma 20 Frau 11 Bulot 17 Nabab 21                                                                                       |

Le gardien titulaire est Alexis Thébaux. Il a été très sollicité cette année, pour preuve sa deuxième place au nombre de détournements de ballon et sa cinquième place au nombre d'arrêts effectués.
La charnière centrale est formée de Thomas Heurtaux, titulaire indiscutable qui est le sixième intercepteur de ballons du championnat et de Jérémy Sorbon (19 titularisations en défense centrale) ou de Grégory Leca (17). Lors de la phase aller, Leca accompagne majoritairement Heurtaux, Sorbon jouant lui majoritairement la phase retour. Aux postes d'arrières latéraux, Jerry Vandam est le titulaire indiscutable à droite tandis qu'à gauche Alexandre Raineau (milieu gauche de formation) et Aurélien Montaroup arrivé au mercato d'hiver se partagent le poste.
Au milieu de terrain, le capitaine Nicolas Seube et Grégory Proment forment la paire de milieux défensifs. Les milieux offensifs excentrés sont Romain Hamouma et Frédéric Bulot qui présente le deuxième total du nombre de centres réussis cette saison. En meneur de jeu, Pierre-Alain Frau évolue en soutien de Livio Nabab qui devient l'avant-centre titulaire au cours de la saison.
Du côté des remplaçants, Kandia Traoré et Benjamin Nivet font partie des joueurs de Ligue 1 qui rentrent le plus souvent en jeu avec respectivement 22 et 20 entrées en jeu. Fayçal Fajr et M'Baye Niang apparaissent eux de façon plus épisodique.

## Aspects juridiques et économiques

### Structure juridique et organigramme

#### Statut
La structure professionnelle du club s'appuie sur une société anonyme sportive professionnelle (SASP), privatisée en 2000 à des actionnaires régionaux. En 2007, neuf entreprises normandes (le Crédit agricole, le groupe Batteur, le groupe Hamelin, Eurologistic, les Maîtres laitiers du Cotentin, Frial, la société de placements financiers ASM et des actionnaires du groupe Accor) détiennent 70 % du capital du club. Le reste est la propriété d’une SAS de 46 actionnaires normands.

#### Direction
Le Stade Malherbe a à sa tête un directoire, présidé depuis 2002 par Jean-François Fortin, où siègent également Gilles Sergent et Michel Besneville. Le conseil de surveillance est présidé par Francois Maurey depuis le début de 2011. Le directeur de la communication et de la sécurité est Kaddour « Pilou » Mokeddel, la directrice administrative et financière Sylvie Gondry.
Franck Dumas occupe officiellement la position de manager général, secondé par Patrice Garande, entraîneur officiel et diplômé. Sébastien Bannier est directeur du centre de formation, avec pour adjoints Philippe Tranchant, responsable technique de la formation, et Stéphane Roche. Frédéric Deschamps est le chargé de recrutement du club. En août 2011, ils sont rejoints par l'ancien joueur professionnel et agent de joueurs Alain Caveglia, nommé directeur sportif.

### Éléments comptables
Le budget prévisionnel, établi sur l’hypothèse d'une 17e place, se monte à 32 millions d'euros, soit un de plus que la saison passée.
Caen touche 14,5 millions d'euros pour les droits télévisuels ce qui est le dix-neuvième total de la Ligue 1. Ils se décomposent de 12,7 millions d'euros de part fixe, de 1,4 million d'euros au titre de la notoriété et de 0,4 million au titre du résultat des cinq dernières saisons. Le club ne touche rien d'autre au titre de la saison en cours à cause de la relégation du club en Ligue 2.
Extrait du compte de résultat du Stade Malherbe Caen en millions d'euros
| Produits | Produits | Produits | Produits | Produits | Produits | Produits | Charges | Charges | Charges | Charges | Rés. net |
| Matchs   | Spons.   | Subv.    | TV       | Merch.   | Mut.     | Total    | Rémun.  | Mut.    | Aut.    | Total   | Rés. net |
| -------- | -------- | -------- | -------- | -------- | -------- | -------- | ------- | ------- | ------- | ------- | -------- |
| 4,9      | 5,9      | nc       | 15,3     | nc       | 7,6      | 37,0     | 24,7    | 2,2     | 9,9     | 36,9    | 0,1      |

Légende : Matchs = recettes matchs avec billetterie, Spons. = sponsors et publicités, Subv. = subventions des collectivités, TV = droits audiovisuels, Merch. = merchandising, Mut. = mutations, Rémun. = rémunérations du personnel, Aut. = autres charges, Rés. net = résultat net.

### Sponsors et équipementier
L'équipementier du club est Nike. Les sponsors maillots du club sont : l'entreprise de recyclage GDE, la marque « Campagne de France » de la société France Frais, le groupe Petit Forestier qui est le leader européen de la location de matériels frigorifiques, Thébault Ingénierie, un constructeur d’usines et Elba une marque du Groupe Hamelin spécialisée dans la fabrication et la distribution de matériel de classement. À noter que l'entreprise MDY (Marbrerie des Yvelines) spécialisée dans la décoration est le sponsor maillot principal du club lors des trois matchs disputés par le club lors de la Coupe de la Ligue.
Nike est l'équipementier du club depuis 2007 tandis que quatre des cinq sponsors maillot étaient déjà présents la saison précédente (GDE, Campagne de France depuis 2005, Petit Forestier depuis 2010, Thébault Ingénierie depuis janvier 2011), pour sa part, Elba figure pour la première fois sur les maillots du club.

## Impact populaire

### Affluences
290 325 spectateurs ont assisté aux rencontres de championnat du SMC cette année au Stade Michel-d'Ornano. L'affluence moyenne en championnat est donc de 15 280 spectateurs. À noter que cela est la plus mauvaise affluence moyenne à d'Ornano en Ligue 1. C'est la treizième moyenne de spectateurs en championnat, la onzième en taux de remplissage à domicile avec 72 % et la dix-septième en taux de remplissage à l'extérieur avec 68,2 %. La meilleure affluence de la saison est réalisée contre l'Olympique de Marseille le 2 décembre 2011 avec 20 470 spectateurs à l'occasion de la 16e journée.
Caen a disputé trois matchs à domicile dans le cadre des coupes nationales. En coupe de France, la réception de l'Espérance sportive Troyes Aube Champagne, club de Ligue 2 n'a attirée que 2 993 spectateurs. En coupe de la Ligue, la réception du Stade brestois 29 a attiré 8 652 spectateurs alors que 15 674 spectateurs ont assisté au match face à Marseille.
Affluence du Stade Malherbe de Caen à domicile,

### Retransmission télévisée
Le groupe Canal+ est le diffuseur majoritaire de la Ligue 1 2011-2012 et verse 460 millions d'euros de droits télévisuels à la Ligue de football professionnel (LFP). En plus de la retransmission des rencontres du championnat par son service Foot+, Canal+ dispose de tous les matchs du dimanche soir dont les dix plus belles affiches de la saison, du multiplex pour les 1re, 20e, 37e et 38e journées et des magazines footballistiques (Jour de foot, Les Spécialistes, Canal Football Club). Orange obtient les droits pour l'affiche du samedi soir, les matchs de l'après-midi en direct sur mobile et un magazine en vidéo à la demande sur internet, le tout pour un montant de 208 millions d'euros.
Le SMC est le 14e club le plus diffusé du championnat avec 3 retransmissions télévisées. Les leaders dans ce domaine étant le Paris Saint-Germain (20) l'Olympique de Marseille et l'Olympique lyonnais (17). Parmi ces trois diffusions, une seule (face au futur champion montpelliérain) a été retransmise sur Canal+. Cette affiche a été vue par 800 000 spectateurs. Ce match étant l'une des cinq plus mauvaises audiences de la saison, les multiplexes des deux dernières journées étant les deux meilleures audiences de la saison.
Le match de coupe de France face à Troyes est retransmis sur France 3 Basse-Normandie, France 3 Haute-Normandie et France 3 Champagne-Ardenne dans le cadre des décrochages régionaux de France 3.
En coupe de la ligue, le seizième de finale face à Brest contrairement aux deux tours suivants n'est pas télévisé. Le huitième de finale face à l'AJ Auxerre est diffusé dans le cadre des décrochages régionaux de France 3 sur France 3 Basse-Normandie, France 3 Haute-Normandie et France 3 Bourgogne tandis que le quart de finale face à Marseille est retransmis sur France 4. Ce match est vu par 1 626 000 spectateurs pour une part de marché de 6,1 %, ce qui est une bonne audience pour la chaîne de la TNT.
Les droits télévisés versés par la LFP au SMC sont de 14,49 millions d'euros pour cette saison. À une part fixe qui revient de droit à chaque club de l'élite, est ajoutée une partie variable qui est calculée à partir des résultats sportifs et de la notoriété de l'équipe.

## Détail des matchs

### Matchs amicaux
Outre les traditionnels matchs amicaux d'été, le Stade Malherbe dispute deux autres rencontres d'entraînement en cours de saison. Le 26 septembre, Caen annonce qu'un match amical aura lieu le 8 octobre contre Amiens, club de Ligue 2 afin « d'inaugurer la pelouse synthétique de la Maladrerie omnisports Caen » qui est partenaire du club. Ce match s'achève sur le score de un but partout.
Pour meubler la trêve internationale de novembre, Caen affronte La Berrichonne de Châteauroux, équipe de Ligue 2, le vendredi 11 novembre à Fontenay-le-Comte. Caen s'incline 1-3.

### Championnat de Ligue 1
La saison 2011-2012 de Ligue 1 est la soixante-quatorzième édition du championnat de France de football et la dixième sous l'appellation « Ligue 1 ». La division oppose vingt clubs en une série de trente-huit rencontres jouées. Les meilleurs de ce championnat se qualifient pour les coupes d'Europe que sont la Ligue des Champions (le podium) et la Ligue Europa (le quatrième et les vainqueurs des coupes nationales).
Le Stade Malherbe Caen évolue pour la treizième fois en première division de son histoire dans cette compétition, la deuxième consécutive.
Les promus de cette édition du championnat sont le champion de Ligue 2 Évian Thonon Gaillard, son dauphin l'AC Ajaccio et le troisième Dijon. Ils remplacent l'AS Monaco, le RC Lens et l'AC Arles-Avignon.
Le Montpellier HSC termine le championnat à la première place avec 24 victoires, 7 matchs nuls et 6 défaites pour un total de 82 points.
Montpellier se qualifie pour la phase de groupes de la Ligue des Champions 2012-2013 en compagnie de son dauphin le Paris Saint-Germain. Le Lille OSC, qui finit troisième, participera aux barrages de la compétition pour tenter d'accéder à la phase de groupes. L'Olympique lyonnais, vainqueur de la coupe de France, obtient sa qualification pour la phase de groupes de la Ligue Europa 2012-2013 alors que l'Olympique de Marseille, vainqueur de la coupe de la Ligue, se qualifie pour le troisième tour de qualification de cette compétition. La dernière place qualificative pour cette compétition (barrages) revient au Girondins de Bordeaux, cinquième du championnat. La cinquième place qualificative s'explique par la victoire de l'OL en coupe de France. Les deux clubs relégués en Ligue 2 2012-2013 en compagnie de Caen sont l'AJ Auxerroise après trente-deux ans au plus haut niveau et le Dijon FCO.

### Coupe de France
La coupe de France 2011-2012 est la 95e édition de la coupe de France, une compétition à élimination directe mettant aux prises les clubs de football amateurs et professionnels à travers la France métropolitaine et les DOM-TOM. Elle est organisée par la FFF et ses ligues régionales. Cette saison, le nombre d'équipes engagées dans la compétition est de 7 422 participants soit un peu moins que lors de la saison précédente.
Le Stade Malherbe entame la compétition en trente-deuxième de finale en tant que club de Ligue 1. Pour leur entrée dans la compétition, les malherbistes héritent de l'Espérance sportive Troyes Aube Champagne, un club de Ligue 2. Les malherbistes s'inclinent à domicile 2-4 (après prolongation) dès leur entrée dans la compétition.
Cette compétition est remportée par l'Olympique lyonnais qui dispose en finale de l'Union sportive quevillaise un club évoluant en National soit le troisième niveau français sur le score de 1-0.

### Coupe de la Ligue
La Coupe de la Ligue 2011-2012 est la 18e édition de la Coupe de la Ligue, compétition à élimination directe organisée par la Ligue de football professionnel (LFP) depuis 1994, qui rassemble uniquement les clubs de Ligue 1, Ligue 2 et les clubs de National ayant conservé leur statut professionnel. Depuis 2009, la LFP a instauré un nouveau format de coupe plus avantageux pour les équipes qualifiées pour une coupe d'Europe.
Caen n'étant pas un club de Ligue 1 qualifié pour une coupe d'Europe, il entame la compétition au stade des seizièmes de finale. Le tirage au sort lui désigne le Stade brestois 29 qu'il accueille au Stade Michel-d'Ornano. Caen se qualifie en gagnant ce match sur le score de 3 à 2. Au tour suivant, Malherbe se déplace à Auxerre où Caen s'impose 2-1 après prolongation. En quart de finale, les malherbistes affrontent à domicile le double tenant du titre l'Olympique de Marseille. Les marseillais éliminent les normands sur le score de 3 buts à 0.
L'Olympique de Marseille gagne par la suite sa troisième coupe de la Ligue consécutive en disposant en finale 1-0 après prolongation de l'Olympique lyonnais.

## Équipe réserve et équipes de jeunes

### Équipe réserve

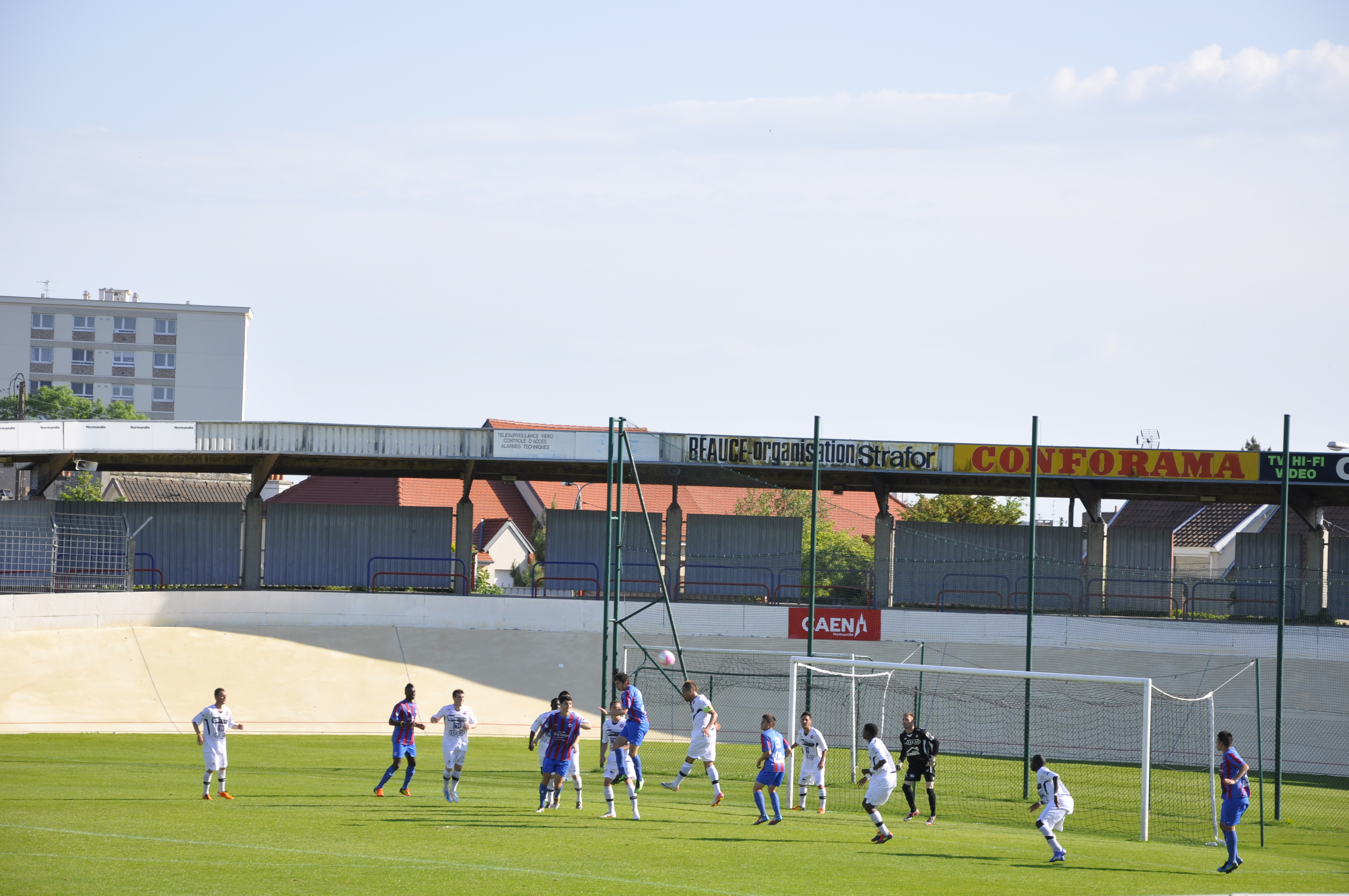
Match contre La Vitréenne lors de la 33e journée.

L’équipe réserve du club sert de tremplin vers l'équipe première pour les jeunes du centre de formation.
Lors de la saison précédente, le club a fini quinzième et premier non-relégable deux points devant Saint-Pryvé Saint-Hilaire et a ainsi terminé troisième meilleur quinzième sur quatre. Le club s'est donc maintenu de justesse. Philippe Tranchant entraîneur des U19 remplace Sébastien Bannier qui fut pendant 8 ans entraîneur de la réserve. L'équipe évolue dans le groupe D.
La réserve entame sa cinquième saison consécutive en CFA, soit le quatrième niveau de la hiérarchie du football en France qui est le plus haut niveau possible pour une équipe réserve.
Caen commence la saison par un nul face à Avranches où pas moins de neuf professionnels jouent et se retrouve cinquième après trois journées, mais les départs (Sambou Yatabaré, Damien Marcq, Rajiv van La Parra) et les appels en équipe première (Livio Nabab, Fayçal Fajr) vont appauvrir l'équipe qui va s'enfoncer au classement et entrer dans la zone rouge lors de la 12e journée. Caen va alors alterner les séries positives (4 matchs sans perdre entre le 14 janvier et le 22 février 2012) et les séries négatives (deux victoires en dix matchs disputés lors des matchs joués en mars et avril). Caen est encore dix-septième quatre journées avant la fin. La réserve se maintient grâce à trois victoires lors des quatre dernières journées de championnat et finit le championnat à la quinzième place.
Le joueur le plus assidu est Raphaël Guerreiro avec 34 matchs joués sur 34 tandis que le meilleur buteur est Fayçal Fajr auteur de 7 buts en seulement 13 apparitions.

### Équipes de jeunes
Le Stade Malherbe Caen aligne plusieurs équipes dans les championnats nationaux.
L'équipe des moins de 19 ans du club participe à deux compétitions majeures, le championnat national des moins de 19 ans et la Coupe Gambardella 2011-2012. En championnat les jeunes normands, terminent à la neuvième place de leur groupe à 21 points du Paris-Saint-Germain qui se qualifie pour la phase finale tandis qu'en coupe Gambardella, Caen s'incline 4-0 en seizièmes de finale à Rennes. En coupe de Basse-Normandie, les U19 s'inclinent en huitième de finale face au Football Club Équeurdreville-Hainneville.
Pour leur part, les moins de 17 ans terminent à la quatrième place de leur groupe à 16 points du RC Lens qui se qualifie pour la phase finale et s'inclinent en finale de la coupe de Basse-Normandie face au UFC Argentan.